# Friedrich III. (HRR)

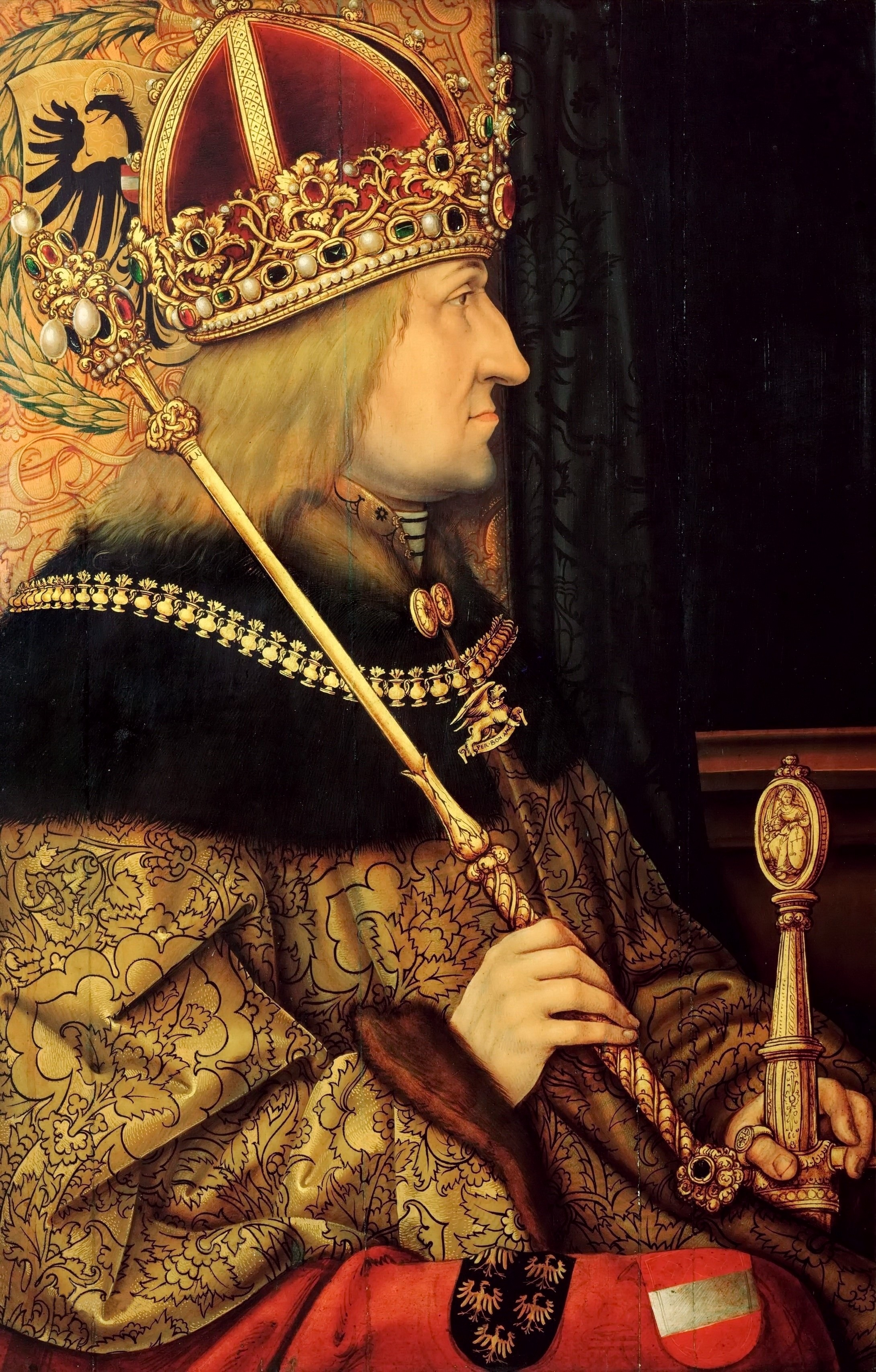
Porträt Kaiser Friedrichs III.
(zugeschrieben Hans Burgkmair d. Ä., Kunsthistorisches Museum Wien)

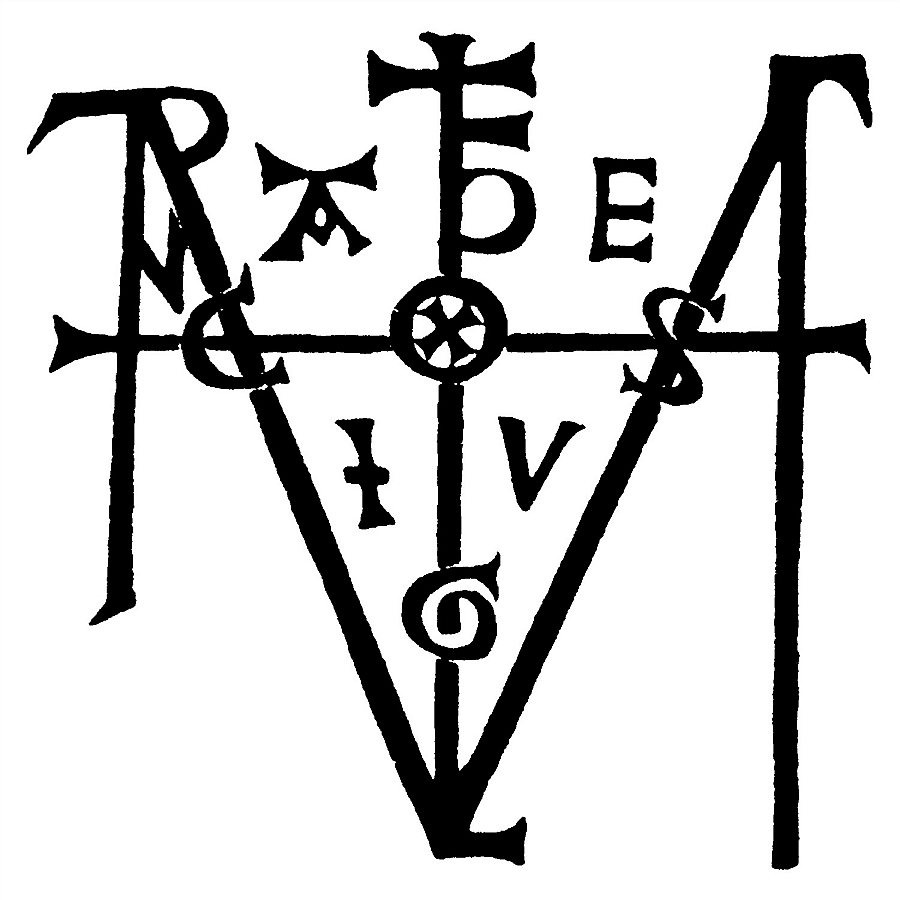
Monogramm Friedrichs

Friedrich III. (* 21. September 1415 in Innsbruck; † 19. August 1493 in Linz) aus dem Hause Habsburg war als Friedrich V. ab 1424 Herzog der Steiermark, von Kärnten und Krain, ab 1439 Herzog von Österreich, als Friedrich III. ab 1440 römisch-deutscher König und ab 1452 bis zu seinem Tod Kaiser des Heiligen Römischen Reiches. Er war der vorletzte römisch-deutsche Kaiser, der vom Papst gekrönt wurde, und der letzte, bei dem dies in Rom geschah.
Friedrichs Herrschaftszeit war die längste aller römisch-deutschen Herrscher. Unter ihm verschob sich der Herrschaftsmittelpunkt von Böhmen in die innerösterreichischen Erblande (Steiermark, Kärnten, Krain) an der südöstlichen Peripherie des Reiches. Friedrich regierte weitgehend reichsfern und war durch innerdynastische Auseinandersetzungen in seinen Erblanden gebunden. Von den 53 Herrschaftsjahren hielt sich Friedrich insgesamt nur neun Jahre außerhalb seiner Erblande auf. Während eines Zeitraums von 27 Jahren (1444–1471) verließ er seine Erblande, abgesehen von zwei Reisen nach Italien 1452 und 1468/69, überhaupt nicht.
Seit den 1470er Jahren wandte er sich verstärkt dem Reich im Westen zu. Die neue Aktivität des Kaisers im Reich ging mit einem tiefgreifenden Struktur- und Verfassungswandel einher, der von der Spätmittelalterforschung als „Verdichtung“ des Reiches beschrieben wird. Durch die Anwartschaft Ungarns 1459/63 und insbesondere den Erwerb Burgunds sowie die Sicherung der Nachfolge für seinen Sohn Maximilian I. setzte Friedrich die Grundlage für den großdynastischen Aufstieg der Habsburger. Ihm gelang durch die Beerbung der Albertiner 1457/63 und der Tiroler Linie 1490 die Wiedervereinigung der seit 1379 geteilten Länder des Hauses Österreich.
In der älteren Forschung wurde das Reich als durch Friedrichs Untätigkeit und Abwesenheit innerlich zerrissen und nach außen machtlos beschrieben. Friedrich galt als „des Heiligen Römischen Reiches Erzschlafmütze“, jedoch auch infolge einer stark unvollständigen Quellenlage: Bekannt waren nur etwa 8000 der geschätzten 30.000 bis 50.000 Urkunden, die er in seiner langen Herrschaftszeit hinterließ. Die bislang unbekannten Dokumente werden seit 1982 von der „Deutschen Kommission für die Bearbeitung der Regesta Imperii e. V.“ publiziert. Sie trug dazu bei, in der Forschung eine Revision der bis in die jüngste Vergangenheit sehr negativen Beurteilung Friedrichs III. und seiner Regierung einzuleiten.

## Leben

### Herkunft
Friedrich entstammte der Familie der Habsburger. Durch die Neuberger Teilung von 1379 zwischen Albrecht III. und Leopold III. wurden die gesamten habsburgischen Länder getrennt. Friedrich gehörte der Hauptlinie der habsburgischen Leopoldiner in den innerösterreichischen Herzogtümern an. Er ging als ältester Sohn aus der zweiten Ehe von Herzog Ernst und Cimburgis von Masowien hervor. Von ihren neun Kindern erreichten neben Friedrich nur Albrecht VI., Margarete und Katharina das heiratsfähige Alter.
Herzog Ernst starb, als Friedrich neun Jahre alt war. Die folgenden Jahre verbrachte Friedrich bei seiner Mutter in Graz oder Wiener Neustadt. Vormund Friedrichs und seines Bruders Albrecht wurde 1424 ihr Onkel, Herzog Friedrich IV. von Tirol. Während der Vormundschaft erhielt Friedrich eine sehr gute Ausbildung, von der aber kaum Einzelheiten überliefert sind. Friedrichs Mutter verstarb 1429.

### Familiäre Konflikte
Im Jahr 1431 wurde Friedrich zwar für mündig erklärt, doch die Vormundschaft wurde um drei Jahre verlängert. 1435 trat er durch einen Schiedsspruch Herzog Albrechts V. (des späteren römisch-deutschen Königs Albrecht II.) die selbstständige Regierung als Herzog von Innerösterreich an. Nun kam es mit seinem Bruder zum Streit über die Aufteilung der Finanzmittel und über die Herrschaft. Ein am Hausvertrag Rudolfs IV. von 1364 orientierter Schiedsspruch bescheinigte 1436 Albrecht die Mitregierung, räumte aber gleichzeitig dem älteren Bruder Friedrich die Vorrangstellung ein. Der Ausgleich blieb unbefriedigend, da die Aufteilung der Einnahmen offenblieb. In dieser Situation unternahm Herzog Friedrich am 9. August 1436 als Akt christlicher Frömmigkeit von Triest aus eine Pilgerfahrt ins Heilige Land. Auf dieser Reise, von der er im Dezember 1436 zurückkehrte, konnte er eine große Zahl Adliger um sich sammeln. Rund 50 adelige Begleiter wurden zu Rittern des Heiligen Grabes geschlagen.
Nach dem Tod Herzog Friedrichs IV. am 24. Juni 1439 musste in Tirol und in den Vorlanden die Vormundschaft über Sigmund, den zwölfjährigen Sohn des Verstorbenen, geregelt werden. In Tirol wurde sie Friedrich von seinem Bruder Albrecht VI. bestritten, doch musste Albrecht seinen Anspruch infolge der Entscheidung der Tiroler Stände vom 28. Juli 1439 aufgeben. Als Vormund konnte Friedrich Einfluss auf Tirol und die habsburgischen Vorlande nehmen. Auch in der Vormundschaft über Ladislaus Postumus, den Sohn seines königlichen Vorgängers Albrecht II., konnte er sich gegen seinen Bruder Albrecht durchsetzen. Der römisch-deutsche König Albrecht II. hatte zwar zu Lebzeiten keinen männlichen Nachfolger hinterlassen, doch als er starb, war seine Frau Elisabeth schwanger; vier Monate nach seinem Tod brachte sie Ladislaus zur Welt. Albrecht hatte kurz vor seinem Tod verfügt, dass, falls das erwartete Kind männlich wäre, die Mutter und der Älteste aus dem Haus Österreich die Vormundschaft führen sollten. Durch den Tod Herzog Friedrichs IV. 1439 nahm Friedrich III. mit vierundzwanzig Jahren diese Rolle des Seniors des Hauses Österreich ein. Der Adel entschied sich auf dieser Grundlage für Friedrich als Vormund, doch musste er den Ständen ein Mitspracherecht einräumen. Die Vormundschaft sollte die Reichsherrschaft in den folgenden Jahren entscheidend belasten. Friedrich wurde wiederholt vorgeworfen, dass er sich des Erbes seines Mündels bemächtigen wolle. Mit diesem Vorwurf wurde er erstmals im März 1444 auf einem Landtag konfrontiert.

### Friedrichs Devise A.E.I.O.U.

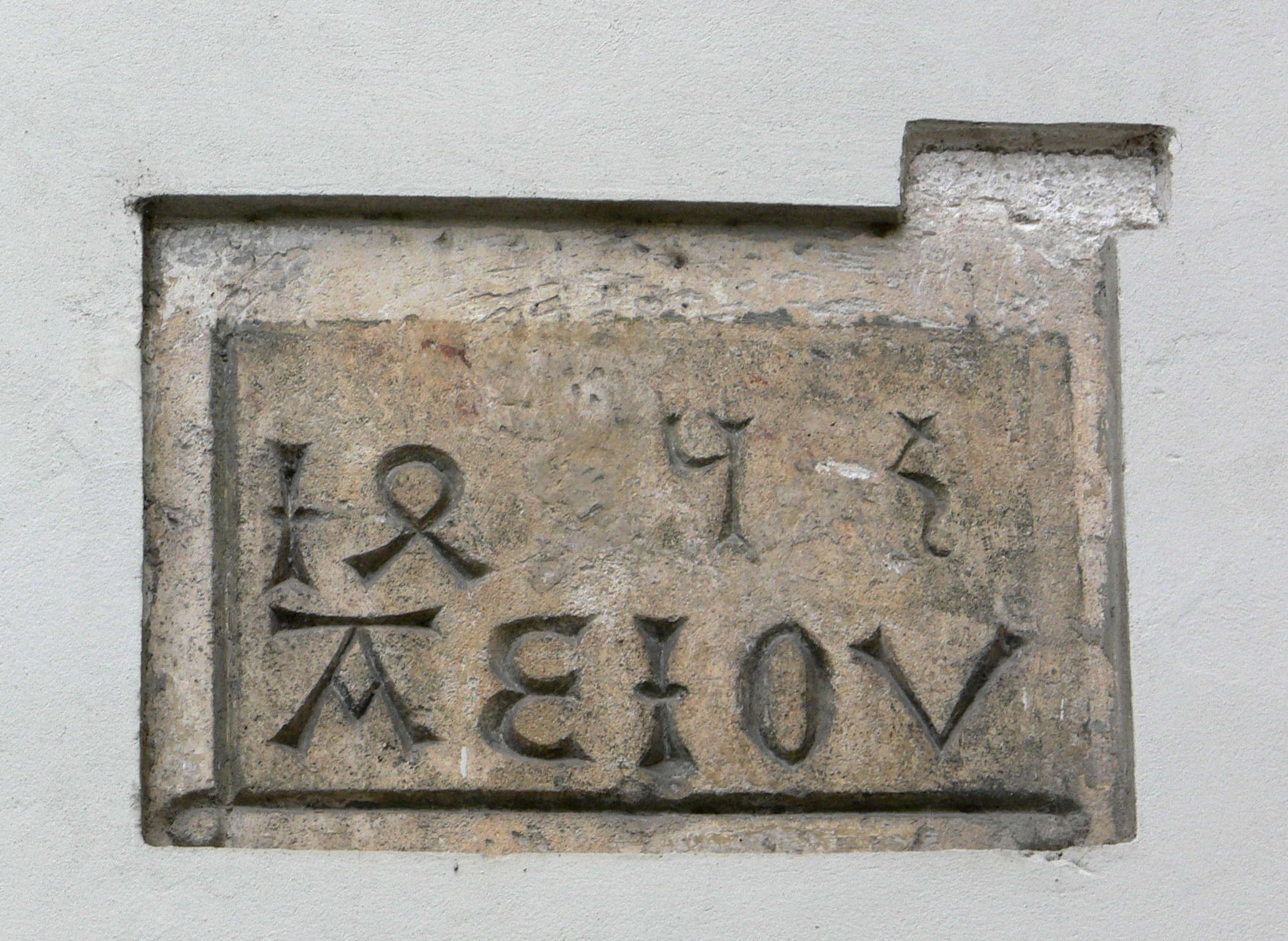
A.E.I.O.U., Symbol Kaiser Friedrichs III. an der Grazer Burg

Noch während seiner Herzogszeit ließ er 1437 das Vokal-Symbol „a-e-i-o-u“ zur Kennzeichnung seiner Besitztümer anbringen. In seinem Notizbuch sammelte er verschiedene Möglichkeiten für dessen Auflösung. Die Variante „Alles Erdreich ist Österreich untertan“ ist erst seit dem 17. Jahrhundert verbreitet. In der älteren Forschung galt die Vokaldevise als „eine buchstabenmagische oder zahlenmystische Spielerei“ ohne politische Bedeutung. In der jüngeren Forschung wird sie als Herrschaftsdevise Friedrichs gedeutet. Ein in den Medien vielbeachteter Beitrag aus dem Jahr 2022 brachte die These, dass das von Friedrich eigenhändig in sein Notizbuch eingetragene Distichon En, amor electis, iniustis ordinor ultor // Sic Fridericus ego rengna mea rego die bevorzugte und die damit bei der Umgebung Friedrichs III. als eigentlich  authentisch angesehene Wiedergabe der fünf Vokale sei. Doch zeigen die Eintragungen in seinem Notizbuch, dass Friedrich auch andere Deutungen gelten ließ.

### Königswahl 1440

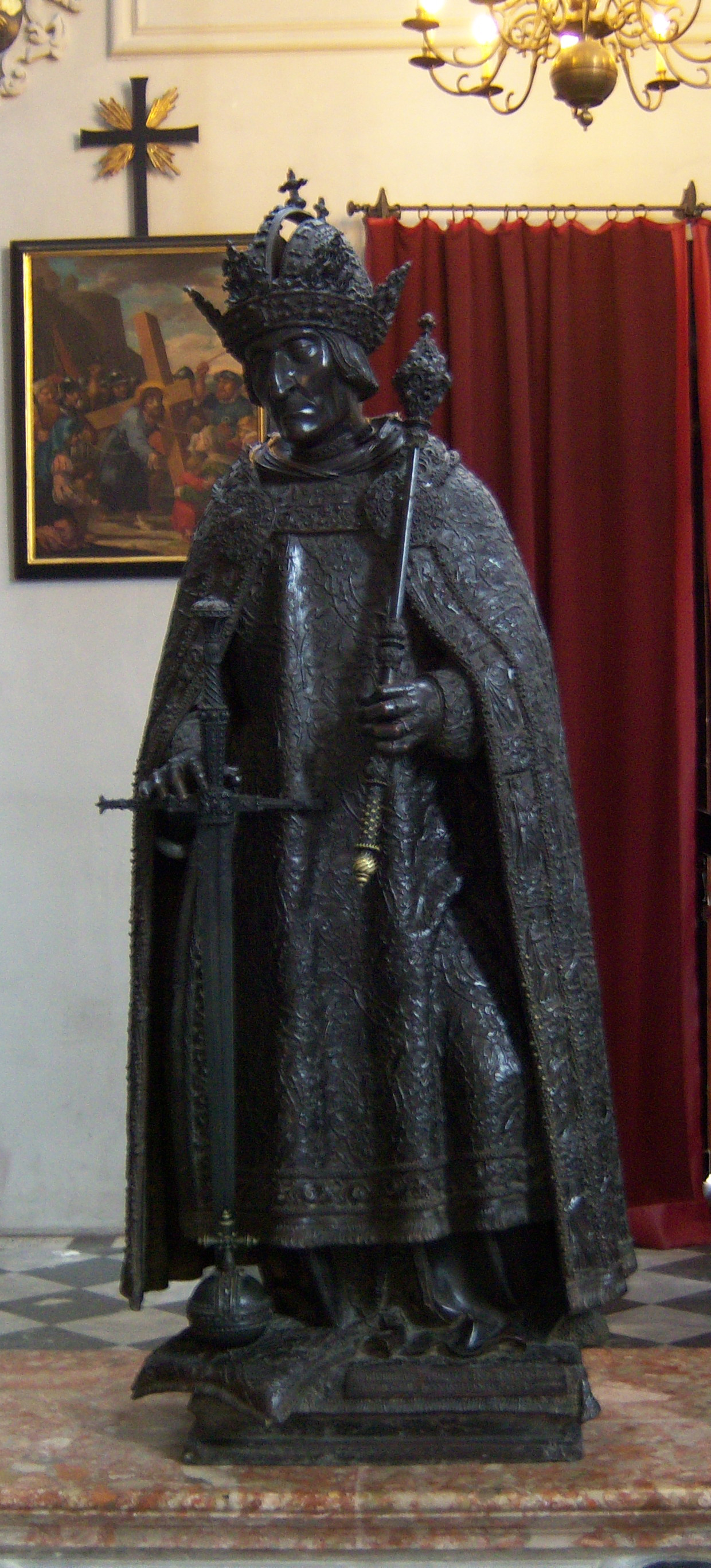
Statue von Friedrich III. in der Innsbrucker Hofkirche

Friedrich war als Vetter der nächste männliche Verwandte König Albrechts. Am 2. Februar 1440, dem Fest Mariae Lichtmess, wählten die Kurfürsten den 24-jährigen Herzog Friedrich V. von Österreich in Frankfurt am Main einstimmig zum römisch-deutschen König. Ob dynastische Gründe den Ausschlag gaben oder eine Alternative fehlte, ist ungewiss. Als neuer Herrscher regierte Friedrich allerdings nur die Steiermark, Kärnten und die Krain.

### Weg zur Kaiserkrönung (1440–1452)
Eine wichtige Aufgabe für das neue Reichsoberhaupt war die Bewältigung der Reichsreform, also die Behebung gravierender Mängel im Bereich der Gerichts-, Wehr- und Finanzverfassung durch eine Neuverteilung der Herrschaftsgewalt zwischen König und Reichsständen. Neben der Reichsreform zählten die Abwehr der Türken – das Osmanenreich eroberte große Teile des Balkans und bedrohte Konstantinopel – sowie die Beseitigung des Schismas zu den weiteren Herausforderungen. Friedrich musste jedoch zunächst sein Regiment in den Erbländern festigen. Daher konnte er seine Krönung in Aachen erst zwei Jahre später vollziehen.

#### Streit um die Erbfolge im Königreich Ungarn und in Böhmen
In Ungarn bot der Adel dem polnischen König Władysław III. die Krone an, da man sich von ihm wirksamere Maßnahmen in der Türkenabwehr versprach. Die Königinwitwe Elisabeth versuchte die Herrschaftsnachfolge ihres Sohnes in Österreich, in Böhmen und vor allem in Ungarn zu sichern. Dadurch drohte Friedrich auch in die Wirren in Ungarn und Böhmen gezogen zu werden. Das am 22. Februar 1440 geborene Kind ließ Elisabeth auf den ungarischen Nationalheiligen Ladislaus taufen. Elisabeth ließ den nach Wien ziehenden Leichenzug Albrechts nach Ungarn umleiten und ihren Gatten in Stuhlweißenburg inmitten seiner ungarischen Vorgänger seit Stephan I. beisetzen. Ihr gelang es außerdem, mit der Stephanskrone das wichtigste Herrschaftssymbol des Landes zu entwenden und ihren Sohn Ladislaus im Mai 1440 in Stuhlweißenburg zum König von Ungarn zu krönen. Als Friedrich nicht für sein Mündel in Ungarn Partei ergriff, wollte Elisabeth die Vormundschaftsregierung an Friedrichs Bruder Albrecht übertragen. Dadurch loderte der Streit zwischen den beiden Brüdern um die Vormundschaft wieder auf. Bedrängt durch die Erfolge Władysławs gegen die Ungarn näherte sich Elisabeth wieder stärker Friedrich an. In Verhandlungen konnte am 23. August 1440 eine Einigung erzielt werden, die die Habsburger einbezog. Die Vormundschaft über Ladislaus blieb bei Friedrich, Albrecht wurden 10.000 Dukaten zugesichert und fünf Städte (Bleiburg, Windischgratz, Fürstenfeld, Völkermarkt und Judenburg) übergeben. Doch erst als Władysław auf einem Feldzug gegen die Türken in der Schlacht von Varna gefallen war, wurde Ladislaus am 7. Mai 1445 auf einem Reichstag in Pest formell als ungarischer König anerkannt. Die eigentliche Regierung blieb jedoch bei dem von den ungarischen Ständen am 6. Juni 1446 gewählten Reichsverweser Johann Hunyadi. Für die Krönung sollte Ladislaus nun persönlich nach Ungarn kommen. Friedrich verweigerte jedoch Ladislaus’ Auslieferung. Hunyadi fiel daraufhin in Österreich ein, doch sah er sich, bedingt durch die verlustreichen Kämpfe gegen die Türken in der Schlacht auf dem Amselfeld vom 18. Oktober 1448, zu einem Ausgleich mit dem Habsburger gezwungen. Der am 22. Oktober 1450 geschlossene Vertrag von Pressburg bestimmte, dass Ladislaus bis zu seinem 18. Lebensjahr bei Friedrich verbleiben und Hunyadi bis dahin für ihn die Regentschaft in Ungarn führen solle.
Auch in Böhmen wurde Ladislaus nicht sofort als König anerkannt. Nach einigen Jahren der Anarchie gelang es dem mährischen Adligen Georg von Podiebrad 1448, die Hauptstadt Prag einzunehmen. Mit Georg unterhielt Friedrich gute Beziehungen. 1451 übertrug ihm Friedrich die Reichsverweserschaft. Podiebrad verzichtete dafür auf die Überstellung des Thronerben nach Böhmen.
Die Probleme in der Vormundschaftsführung Friedrichs beschränkten sich jedoch nicht auf Böhmen und Ungarn. Im albertinischen Österreich forderten die ehemaligen Söldnerführer Albrechts II. für die Finanzierung des Türkenfeldzuges ihren ausstehenden Sold. Sie begannen das Land zu plündern, wogegen die Adligen in Österreich Maßnahmen forderten. Friedrich war jedoch der Ansicht, dass die Bezahlung der Schulden Aufgabe der Stände in Böhmen, Ungarn und im albertinischen Österreich sei. Auf einem Landtag in der Augustinerkirche in Wien im Juni/Juli 1441 stellte sich Friedrich den Forderungen. Dort eskalierten die Konflikte über wirtschaftlich relevante Fragen der Reichspolitik. Dabei rückte die königliche Judenpolitik in den Mittelpunkt, da Friedrich im Gegensatz zu anderen Fürsten auf Rechtssicherheit für die Juden beharrte. Spätestens seit 1420/21, als in einer der blutigsten Verfolgungen und Austreibungen, der so genannten „Wiener Gesera“, die Gemeinden Niederösterreichs, insbesondere Wiens, fast ausgelöscht worden waren, wurden die Juden als Wucherer und bald als Spione der Türken verdächtigt und verfolgt. Friedrich wurde daher mit Schmährufen wie „Kreuzigt ihn, den König der Juden“ bedacht. Dennoch konnte auf dem Landtag eine Einigung erzielt werden. Friedrich versprach, die ausstehenden Forderungen zu erfüllen.

#### Krönungsreise nach Aachen 1442
Im Frühjahr 1442 verließ Friedrich erstmals seit seiner Wahl die habsburgischen Erblande und reiste nach Aachen. Die Krönungsreise führte ihn von Graz über Innsbruck, Augsburg, Nürnberg und Mainz. Am 17. Juni 1442 wurde er rund zweieinhalb Jahre nach seiner Wahl in Aachen zum König gekrönt. Auf der Rückreise sollten in Frankfurt die Probleme der Reichspolitik beraten werden. Auf dem Frankfurter Reichstag erließ Friedrich am 14. August 1442 einen Landfrieden, der von den Zeitgenossen als Reformatio Friderici bezeichnet wurde. Die Reformatio Friderici war jedoch keine Reform der Reichsverfassung, wie die Bezeichnung suggeriert, vielmehr handelt es sich um Bestimmungen zur Fehdebekämpfung.

#### Armagnakenzug und Kampf mit den Eidgenossen

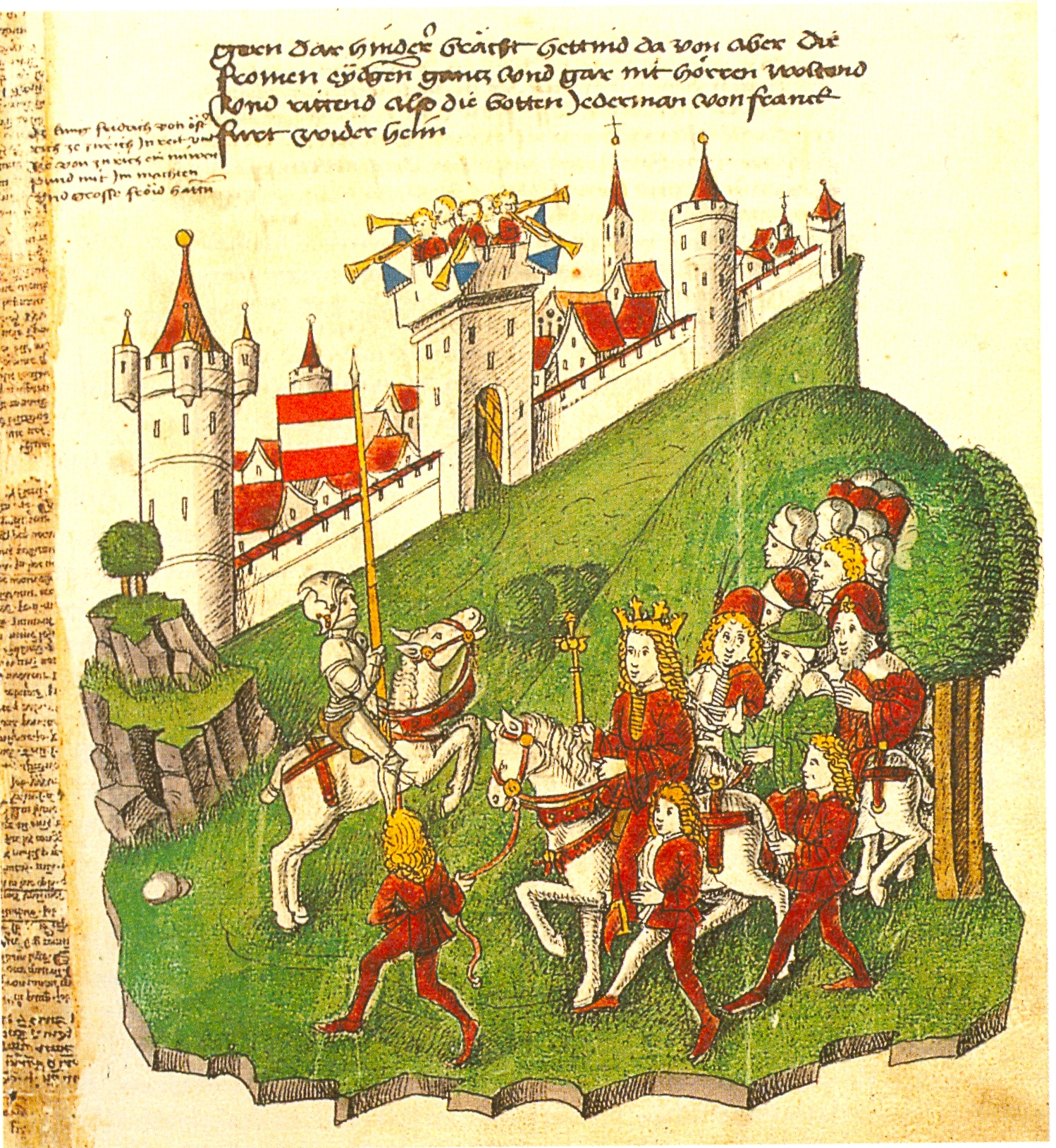
Friedrich III. trifft am 19. September 1442 in Zürich ein. Tschachtlan, Berner Chronik, 1470, Zürich, Zentralbibliothek, HS. A 120, S. 729.

Friedrich versuchte die an die Eidgenossen verlorenen habsburgischen Gebiete wiederzuerlangen, indem er dort deren Gegner unterstützte. 1415 hatten die Habsburger mit dem Aargau ihr Herrschaftszentrum und damit die Traditionsorte wie die Habsburg oder die Klöster Muri und Königsfelden an die Eidgenossen verloren. Im 1439 ausgebrochenen Alten Zürichkrieg kämpfte die Stadt Zürich gegen die übrigen Eidgenossen, Friedrich sah darin eine Gelegenheit einzugreifen. Er schloss mit Zürich am 17. Juni 1442 ein Bündnis. Da er jedoch an der Vormundschaft über den jungen Herzog Sigmund, die am 25. Juli 1443 hätte enden sollen, festhielt, drohten viele einflussreiche Adelige sich auf die Seite der Eidgenossen zu stellen. Dadurch wurde Friedrich in seinem Kampf behindert. Zwar konnte er Sigmund überreden, zunächst weiterhin auf die Herrschaft in Tirol zu verzichten, doch nachdem alle Versuche gescheitert waren, ihn zu einem endgültigen Verzicht zu bewegen, musste ihn Friedrich im Frühjahr 1446 aus der Vormundschaft entlassen. Sigmund erhielt jedoch nur Tirol und die österreichischen Teile Vorarlbergs. Friedrichs Bruder Albrecht wurde für die entgangene Herrschaft in Innerösterreich der Rest der Vorlande mit dem oberrheinischen und elsässischen Besitz zugesprochen.
Im Mai 1443 brach der Krieg zwischen den Eidgenossen und Zürich nach einem Waffenstillstand erneut aus. Um die Erfolge der Eidgenossen einzudämmen, sollten im August 1443 auf Friedrichs Bitte an König Karl VII. von Frankreich französische Söldnertruppen, die Armagnaken, an den Oberrhein geholt werden. Ein erstes Hilfeersuchen scheiterte, doch einige Monate später wurde es vom Adel der habsburgischen Vorlande wiederholt, und diesmal hatte es beim französischen König Erfolg. Im August 1444 machten die Armagnaken 1300 Eidgenossen in der Schlacht bei St. Jakob an der Birs nieder. Die französischen Söldner verwüsteten dabei den Sundgau. Als Reichsoberhaupt hatte Friedrich die Armagnaken in das Reichsgebiet gerufen, er überließ jedoch die Abwehr der marodierenden Söldner seinen regionalen Amtsträgern, insbesondere dem Markgrafen Wilhelm von Hachberg. Das Reich und seine Glieder erwiesen sich als zu träge, um auf diese militärische Herausforderung zu reagieren. Erst 1444/45 zogen die gefürchteten Armagnaken wieder aus der Region ab. Friedrich wurde für die fatalen Folgen des Armagnakenfeldzuges von den Zeitgenossen verantwortlich gemacht. 1450 schlossen die Eidgenossen mit Österreich und Zürich Frieden. Friedrich gewann die Städte Rapperswil, Winterthur, Diessenhofen und Rheinfelden zurück. Der Aargau blieb jedoch für immer verloren, und mit Ausnahme Rheinfeldens wurden die genannten Städte in den 1460er Jahren von den Eidgenossen zurückerobert.

#### Antikonziliaristische Kirchenpolitik, Wiener Konkordat
1378 war nach einer umstrittenen Papstwahl ein jahrzehntelanges Schisma ausgebrochen. Fortan hatte es rivalisierende Päpste gegeben, die um die Entscheidungsgewalt in der Kirche stritten. Im Großen abendländischen Schisma, das bis 1417 andauerte, und auch auf den großen Konzilien in Konstanz (1414–1418) und Basel (1431–1449) wurde die alleinige Machtvollkommenheit des Papstes in Frage gestellt. Nach der Theorie des Konziliarismus war eine allgemeine Kirchenversammlung dem Papst übergeordnet. Das Basler Konzil setzte sogar am 15. Juni 1439 Papst Eugen IV. als Häretiker ab und wählte Amadeus von Savoyen zum neuen Papst, der sich Felix V. nannte. Eugen beharrte aber auf seinem Anspruch auf die Papstwürde.
Die Kurfürsten hatten sich am 17. März 1438 im Streit zwischen Kurie und Papst für neutral erklärt. Den Neutralitätskurs führte König Albrecht II. weiter, auch Friedrich hielt daran zunächst fest. Seine Fahrt zum Konzil nach Basel im Jahr 1442 blieb ohne Ergebnis. Verhandlungen zur Lösung des Schismas auf einem von Friedrich besuchten Reichstag 1444 in Nürnberg scheiterten ebenfalls. Schließlich gab der König 1445 die Neutralität auf und näherte sich Eugen IV. an. Für seine Bereitschaft, den Papst anzuerkennen, forderte Friedrich eine Verbesserung der Kirchenorganisation und die Gründung des Bistums Wien sowie weiterer Diözesen im Osten seines Herrschaftsbereiches. Eugen konnte jedoch den Wünschen Friedrichs nach Errichtung neuer Bistümer nicht nachkommen, da dies den Widerstand der Salzburger und Passauer Kirchenfürsten herausgefordert hätte. Der Papst versprach Friedrich daraufhin zunächst nur die Kaiserkrönung.
Den Kurfürsten missfiel die Annäherung Friedrichs an den Papst. Am 24. Januar 1446 ließ dieser daraufhin die Erzbischöfe von Trier und Köln absetzen, doch stärkte er damit nur die Opposition. Die anderen Kurfürsten solidarisierten sich mit ihren abgesetzten Amtskollegen und schlossen sich am 21. März 1446 zum Kurverein zusammen. Nach zahlreichen Verhandlungen erklärte sich der Papst bereit, die Absetzung der beiden Erzbischöfe aufzuheben und die meisten Konzilsdekrete zu erfüllen. In diesem Konflikt hielt sich Friedrich als Reichsoberhaupt weitgehend zurück. Im Februar 1447 erkannte der Großteil der Fürsten in den sogenannten Fürstenkonkordaten Eugen IV. an. Am 17. Februar 1448 schloss Friedrich mit Eugens Nachfolger Nikolaus V. das Wiener Konkordat, das für die Beziehungen der römischen Kurie zum Reich bis zu dessen Ende 1806 gelten sollte. Das Konkordat regelte das Verhältnis der Reichskirche zum Heiligen Stuhl. Dem Papst sprach es Einkünfte im Reich zu, die erheblich umfangreicher waren als in Frankreich, sowie Eingriffsmöglichkeiten bei kirchlichen Ämtern und Pfründen. Damit sollte der Personalbedarf des päpstlichen Hofes gedeckt und der steigende Geldbedarf der Bürokratie verringert werden. Das Basler Konzil dagegen verlor zunehmend an Bedeutung. 1449 zog es sich nach Lausanne zurück, am 25. April 1449 löste es sich auf.
Das Bündnis mit dem Papsttum brachte Friedrich wichtige Vorteile ein. Bei der Besetzung der reichsunmittelbaren Bistümer nahm der Papst auf die Interessen des Kaisers Rücksicht. Er ernannte Parteigänger des Kaisers ohne Rücksicht auf das Domkapitel und verweigerte Kandidaten, die Friedrich nicht genehm waren, die päpstliche Bestätigung.

#### Abwesenheit vom Binnenreich, Verlagerung des Herrschaftsschwerpunkts nach Österreich
Friedrich legte während seiner gesamten Regierungszeit mindestens eine Distanz von 33.826 Kilometer zurück. Sein Itinerar ist von intensiven Bewegungsphasen bis hin zu absoluter Immobilität über viele Jahre hinweg geprägt. Von 1444 bis 1471 erschien Friedrich nicht mehr im Binnenreich (das Reich außerhalb seiner Erblande). Nur für die Kaiserkrönung 1452 verließ er seine Erblande. Im Rahmen seiner Herrschaftspolitik erlangte das Kommissionswesen besondere Bedeutung. Der aus der Ferne regierende Friedrich brachte seinen Herrschaftsanspruch zur Geltung, indem er sich auf Mandate und Reskripte sowie auf Kommissare stützte, die als seine Stellvertreter unterschiedlichste Funktionen ausübten.
Die Politik, die Böhmen einen Vorrang einräumte und für die Luxemburger charakteristisch gewesen war, führte Friedrich nicht mehr fort. In Böhmen hielt er sich in seiner gesamten Regierungszeit nur einmal auf. Seit 1440 verschob sich der Schwerpunkt von Böhmen als Zentrallandschaft des Reiches nach Österreich. In der älteren Forschung meinte man, Friedrich habe gegen seinen Willen auf Ungarn und Böhmen verzichtet. Die politischen Schwerpunkte des Reiches hatten sich jedoch verschoben. Durch die Hussitenkriege war Böhmen zerrüttet und als Zentrallandschaft des Reiches nicht mehr geeignet. Im Westen beanspruchte der Herzog von Burgund und Regent Flanderns, Phillip der Gute, das Herzogtum Luxemburg. Der Zugehörigkeit Burgunds zu Frankreich versuchte sich Philipp zu entziehen, er wollte seinen Machtbereich stattdessen ins Reich einordnen. 1447 versuchte Philipp von Friedrich im Zusammenhang mit seinen Königserhebungsplänen mit den Herzogtümern Brabant und Limburg, den Grafschaften Holland, Seeland, der Herrschaft Friesland, der Grafschaft Hennegau sowie der Freigrafschaft Burgund und Reichsflandern (um Aalst, die Grafschaft selbst blieb französisches Lehen) belehnt zu werden, doch schlugen die Verhandlungen fehl.
Friedrich baute seine Residenz in Wiener Neustadt, das etwa 7000 bis 8000 Einwohner zählte, ab 1440 aus, was den Verzicht auf den bisherigen Mittelpunkt Prag verdeutlicht. Mit dem Ausbau der Residenz sollte der Ruhm des Hauses Österreich manifestiert werden. 1444 gründete er Neukloster in Wiener Neustadt. 1484/85 folgte die Heiligsprechung des im Augustiner-Chorherrenstift Klosterneuburg beigesetzten Babenbergers Leopold III. Dadurch brachte Friedrich die etwa einhundertjährigen Bemühungen zum Abschluss, Habsburg und Österreich zu einem Familien- und Landesheiligen zu verhelfen.
Ab Sommer 1452 blieb der Kaiser mit Ausnahme von kurzen Reisen nach Graz jahrelang in Wiener Neustadt. Einer älteren Forschungsmeinung zufolge fühlte er sich nur in seiner Lieblingsresidenz sicher. Heinrich Koller meint jedoch, dass für seine langjährige Abwesenheit die Sorge um seine Gattin entscheidend war. Die Geburt eines Nachfolgers sei für ihn ein Anliegen gewesen, das vor allen anderen Zielen Vorrang hatte. In älterer Forschungsliteratur wird spätmittelalterlichen Herrschern oft pauschal Schwäche unterstellt. Doch obwohl Friedrich jahrzehntelang nur von der Peripherie des Reichs aus regierte, blieb sein Königtum ungefährdet. Alle Pläne, ihn zu entmachten, scheiterten.

#### Kaiserkrönung und Eheschließung

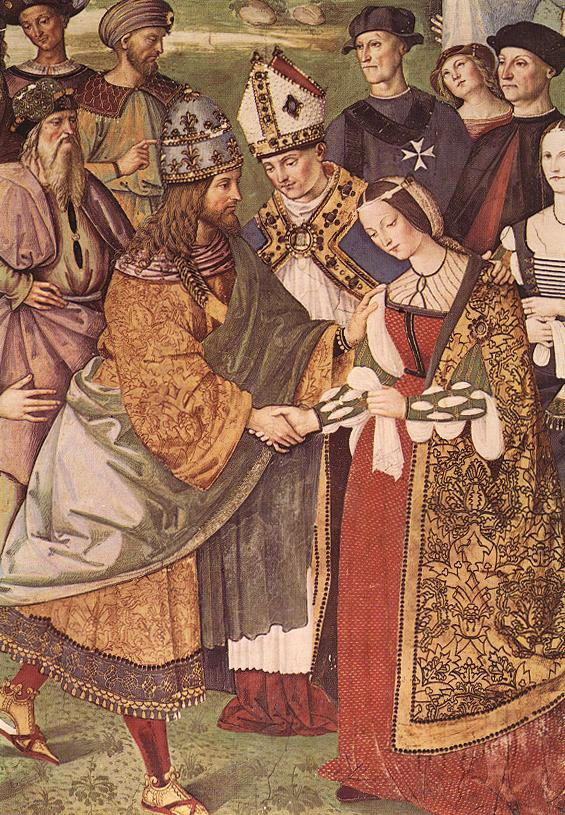
Enea Silvio Piccolomini, der spätere Papst Pius II., stellt Friedrich III. dessen Braut Eleonora von Portugal vor, Ausschnitt aus einem Fresko von Pinturicchio (1454–1513)

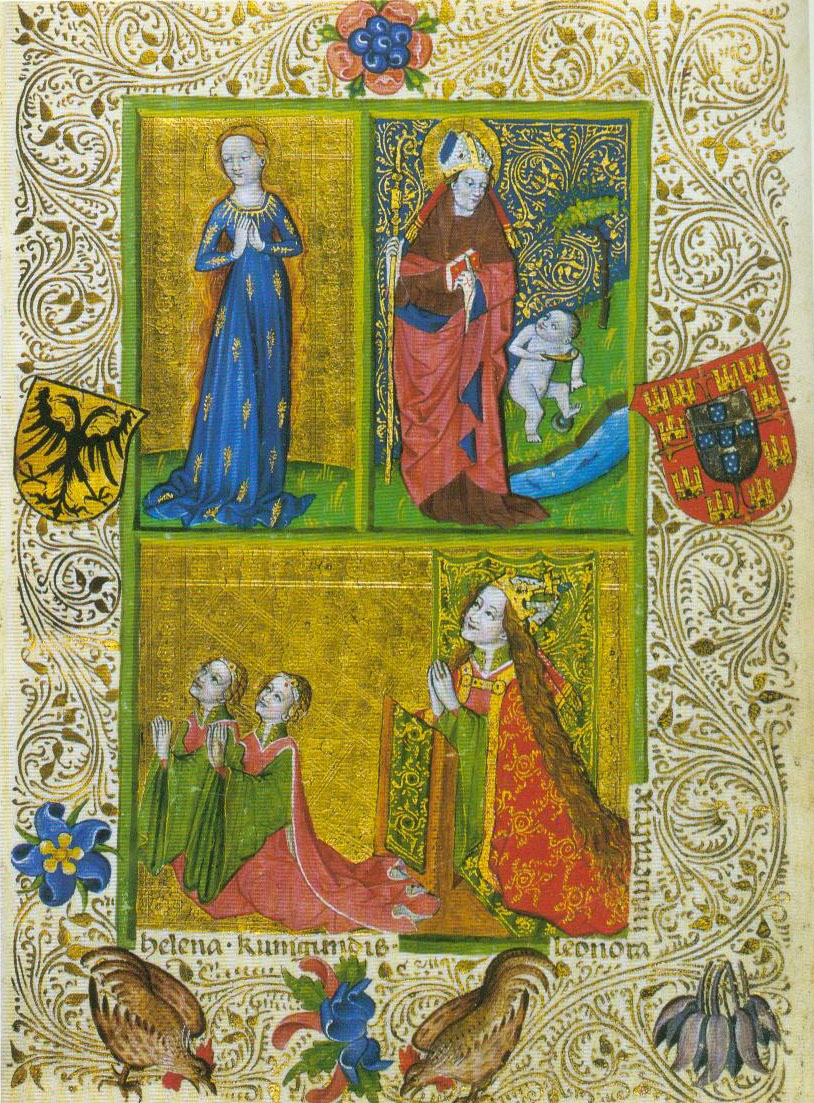
Kaiserin Eleonore mit ihren Töchtern, Deutsches Gebetbuch Friedrichs III., Wien, 1466/67, Bayerische Staatsbibliothek, Cgm 67 und 68, folio 2r.

Vor Friedrichs Romzug zur Kaiserkrönung war es 1451 zum Streit zwischen dem Kaiser und Ulrich von Eyczing gekommen. Beim Kauf der Burg Forchtenstein fühlte sich Ulrich als Kaufinteressent durch Friedrich und seinen Bruder Albrecht betrogen. Die Unzufriedenheit des österreichischen Adels mit der Regentschaftsführung Friedrichs nutzte Ulrich aus. Vermutlich wollte er für sich eine Stellung als Gubernator im Land erreichen. Im Herbst 1451 schlossen sich österreichische Adlige unter Ulrichs Führung zum Mailberger Bund zusammen. Sie forderten die Entlassung Ladislaus’ aus der Vormundschaft und seine Einsetzung als Landesherr.
An seinen Plänen zur Kaiserkrönung hielt Friedrich trotz erheblicher Schwierigkeiten im Kernland fest. Im Dezember 1451 trat er mit seinem Bruder Albrecht, der als Marschall den Romzug organisierte, sowie Ladislaus und einem kleinen Aufgebot den Weg in den Süden an. In Italien wurde Friedrich sogleich mit dortigen Problemen konfrontiert. Nach dem Aussterben der Visconti-Dynastie hatte sich 1450 der Söldnerführer Francesco Sforza in Mailand durchsetzen können. Um die reichsrechtliche Legitimation seiner Herzogsherrschaft zu erreichen, war er zu großen Zugeständnissen bereit. Eine solche Anerkennung hätte jedoch für Friedrich zu Problemen mit Venedig und König Alfons V. von Aragon-Sizilien geführt. Die geheim gehaltenen Verhandlungen mit Francesco Sforza über die Belehnung zogen Friedrichs Räte in die Länge, um einen gefahrlosen Romzug zu ermöglichen. An diesen Verhandlungen war Ulrich Riederer maßgeblich beteiligt. In der ersten Regierungshälfte des Habsburgers gehörte er zu den einflussreichsten Ratgebern.
Unter Umgehung Mailands zog Friedrich nach Rom. Auf der Italienreise sollte nicht nur die Kaiserkrönung, sondern auch die Trauung mit der fünfzehnjährigen portugiesischen Königstochter Eleonore vollzogen werden. Friedrichs Gründe für die Heirat mit einer Frau aus dem spanisch-portugiesischen Raum sind nicht näher bekannt, doch spielte das hohe Ansehen der Regenten auf der Iberischen Halbinsel sicher eine wesentliche Rolle. Neuere Forschungen gehen davon aus, dass sich Friedrich durch den Pakt mit Alphons von Aragon indirekt die Neutralität Venedigs sicherte, die dringend benötigt wurde, da die Erblande des Kaisers zum damaligen Zeitpunkt im Norden, Westen und Osten von Feinden umzingelt waren. Das Eheprojekt bestand jedenfalls seit etwa 1449.
Am 24. Februar 1452 traf Eleonore in Siena mit ihrem künftigen Mann zusammen. Im März traf Friedrich in Rom ein. Seine Ankunft gilt mit mehr als zwanzig voneinander unabhängigen Quellen als die am besten dokumentierte Herrschereinholung im gesamten Mittelalter. Am 16. März wurde Friedrich als letzter römisch-deutscher König zum italienischen König und drei Tage später in Rom von Papst Nikolaus V. zum Kaiser gekrönt. Für die römisch-deutschen Herrscher im 16. Jahrhundert sollte die Wahlentscheidung der Kurfürsten unmittelbar zum Kaisertum führen („erwählter römischer Kaiser“). Nur Karl V. ließ sich 1530 vom Papst krönen, allerdings in Bologna. Zugleich mit der Kaiserkrönung wurde die Trauung mit Eleonore zelebriert. Aus der Ehe gingen sechs Kinder hervor. Es überlebten jedoch nur der 1459 geborene Maximilian und die 1465 geborene Kunigunde.
Nach seiner Kaiserkrönung knüpfte er an die beiden Staufer Friedrich I. und Friedrich II. an und nannte sich Friedrich III. Damit überging er in der Nummerierung das habsburgische Gegenkönigtum seines Vorfahren Friedrichs des Schönen. Der Name Friedrich III. kam jedoch nur in wenigen, besonders feierlich ausgeführten Diplomen mit dem äußerst seltenen „Herrschermonogramm“ zum Einsatz. Möglicherweise resultierte diese Zurückhaltung aus den Prophezeiungen, die vor allem nach dem Tod Friedrichs II. 1250 im Reich kursierten. Demnach sollte ein dritter Friedrich als ein Endzeitkaiser die Rolle der Staufer als Verfolger der Kirche übernehmen. Diese Endzeiterwartungen waren zur Lebenszeit Friedrichs noch hoch, wie etwa die Bedenken von Papst Nikolaus V. gegen Friedrichs Kaiserkrönung im Jahr 1452 zeigten.

### Krisenhafte Entwicklungen (1453–1470)

#### Auslieferung des Ladislaus und Kampf um sein Erbe

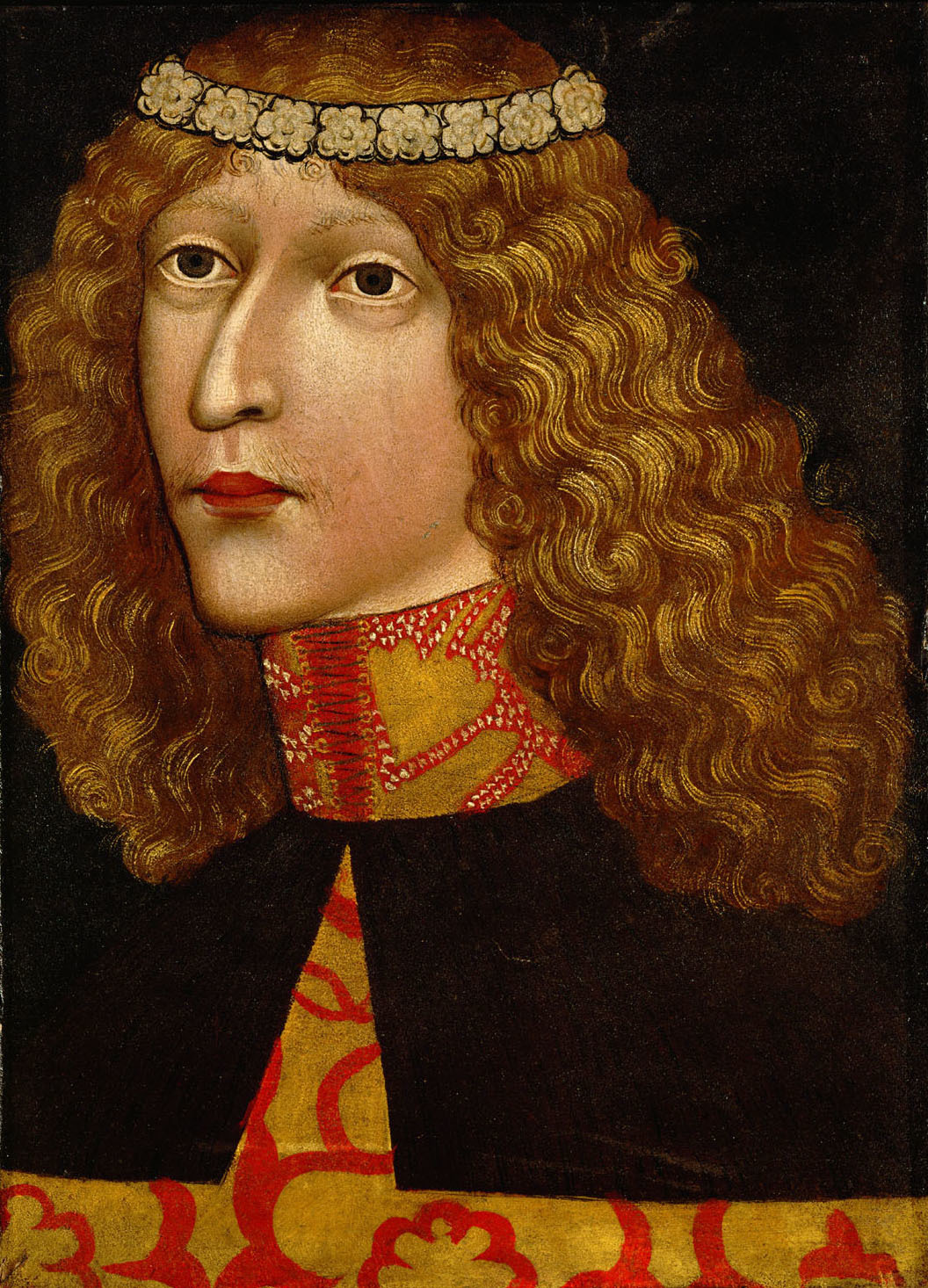
Ladislaus Postumus in einem Hofkleid mit hohem Kragen. Anonym. Gemälde um 1460. Kunsthistorisches Museum, Wien.

Während Friedrichs Abwesenheit gewann Ulrich von Eytzing weitere Unterstützung in Ober- und Niederösterreich für die Forderung, Ladislaus aus der Vormundschaft zu entlassen. So konnte etwa Graf Ulrich II. von Cilli, der seit 1437 als Statthalter von Böhmen fungierte, als Bündnispartner gewonnen werden. Doch vergeblich versuchte die Opposition auch die Unterstützung des Papstes zu erhalten. Nikolaus verlangte im Gegenteil die Anerkennung des frisch gekrönten Kaisers Friedrich als Vormund. Als diese verweigert wurde, bannte der Papst die Feinde des Kaisers. Nach seiner Rückkehr am 20. Juni 1452 in Wiener Neustadt musste sich Friedrich mit der ständischen Opposition auseinandersetzen; Ende August 1452 griff Ulrich von Eytzing mit einem Heer sogar Wiener Neustadt an, doch der kaiserliche Heerführer Andreas Baumkircher konnte den Angriff abwehren. Im Waffenstillstand vom 1. September 1452 musste Friedrich dennoch Ladislaus in die Obhut des Grafen von Cilli herausgeben. Dadurch war Friedrich wieder auf die innerösterreichischen Erblande eingegrenzt. Vermutlich als Reaktion auf den Verlust der Vormundschaftsrechte erweiterte er am 6. Januar 1453 die als Privilegium Maius bezeichneten österreichischen Freiheitsbriefe. Er hielt damit an seiner monarchischen Herrschaftsauffassung fest. Die österreichischen Herzöge der innerösterreichischen Linie, also derjenigen, der Friedrich angehörte, wurden zu Erzherzögen erhoben und ihre Vorrechte neu festgelegt. Friedrich nutzte in innerdynastischen Konflikten wiederholt die habsburgischen Hausprivilegien als politische Verhandlungsmasse. Vor allem der Bruder des Kaisers, Herzog Albrecht VI., verbesserte durch den Erzherzogstitel seine Stellung gegenüber den habsburgischen Verwandten Sigmund und Ladislaus. Die Ausstellung des Privilegs fiel in eine Phase der Aussöhnung der beiden Brüder.
Die kaiserliche Vormundschaftsregierung war beendet und damit auch das albertinische Erbe verloren. Die tatsächliche Herrschaftsgewalt lag jedoch nicht bei Ladislaus, sondern in Böhmen bei Georg Podiebrad und in Ungarn bei Johann Hunyadi. In Österreich kämpften Ulrich von Eytzing und Ulrich von Cilli um Einfluss beim jungen König. Friedrich entzog sich für die kommenden Jahre weitgehend den Streitigkeiten um die Vormundschaft und konzentrierte sich auf die Herzogtümer Steiermark, Kärnten und Krain. Die meiste Zeit blieb er in Wiener Neustadt. Am 23. November 1457 starb Ladislaus völlig unerwartet. Mit seinem Tod endete die albertinische Linie des Hauses Habsburg, die durch den 1379 geschlossenen Vertrag von Neuberg von Albrecht III. von Österreich begründet worden war. In diesen Jahren verstarben auch die Gegner des Habsburgers: Ulrich von Eytzing geriet in habsburgische Gefangenschaft und starb 1460 entmachtet; Graf Ulrich II. von Cilli, den Ladislaus 1456 zum Statthalter von Ungarn erhoben hatte, wurde noch im selben Jahr in Belgrad ermordet. Mit Ulrichs Tod starb das Grafengeschlecht von Cilli aus.
Nach Ladislaus’ Tod ging die ungarische Königswürde durch Wahl der Stände am 24. Januar 1458 an Matthias Hunyadi, der als König den Beinamen Corvinus erhielt, doch eine oppositionelle Gruppe wählte am 17. Februar 1459 Kaiser Friedrich in Güssing zum ungarischen König. Nach langen Verhandlungen konnte am 19. Juli 1463 mit Matthias im Ödenburger Vertrag Friede geschlossen werden. Friedrich erkannte Matthias als König in Ungarn an und übergab ihm die Stephanskrone, durfte aber ebenfalls den ungarischen Königstitel führen und erhielt, was langfristig viel wichtiger war, den Anspruch auf die Nachfolge, falls Matthias ohne Erben sterben sollte. In Böhmen entwickelte sich die Situation ähnlich wie in Ungarn. Die Stände besannen sich auf ihr Wahlrecht und wählten Georg von Podiebrad am 2. März 1458 zum König. Damit übergingen die Stände sowohl in Ungarn als auch in Böhmen die Erbansprüche von König Kasimir von Polen und Herzog Wilhelm von Sachsen, den Ehegatten der beiden Schwestern des verstorbenen Ladislaus.

#### Friedrichs Untätigkeit bei der Türkenabwehr

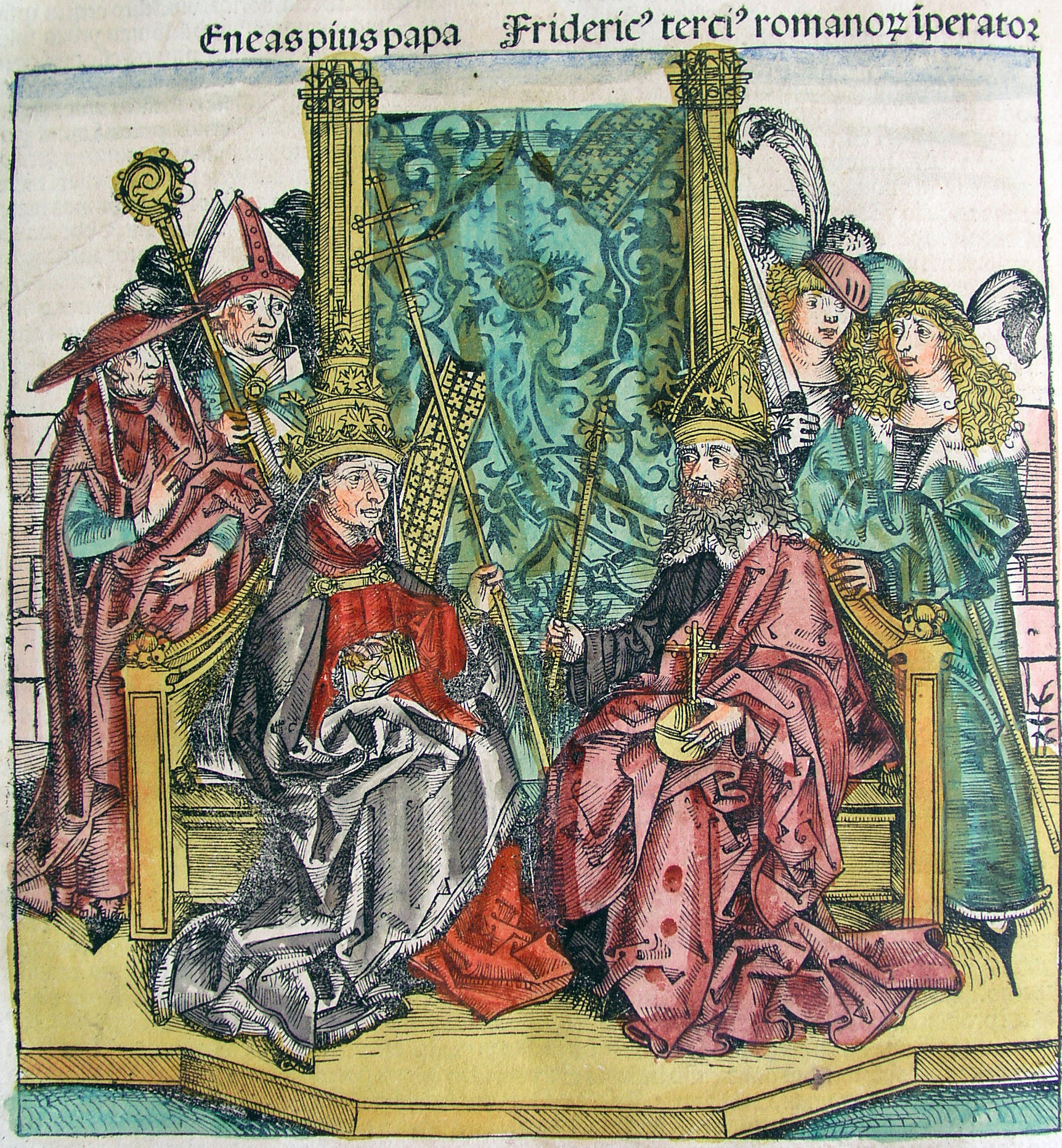
Piccolomini als Papst Pius II. (zusammen mit Kaiser Friedrich III. in der Schedel’schen Weltchronik, Nürnberg 1493)

Durch die Niederlage der Kreuzfahrer bei Varna 1444 und die Eroberung Konstantinopels durch die Osmanen am 29. Mai 1453 trat die türkische Expansion wieder stärker in das westeuropäische Bewusstsein. Um die Türkengefahr abzuwehren, rief Papst Nikolaus V. am 30. September 1453 zum Kreuzzug auf. In der Türkenabwehr trat besonders Aeneas Silvius Piccolomini hervor. Doch im Reich wartete man vergeblich auf ein Engagement des Kaisers gegen die Türken. Die wichtigsten Fürsten erschienen deshalb nicht auf den Reichsversammlungen, sondern ließen sich vertreten. Aufgrund der geringen Teilnehmerzahl kam kein Beschluss zustande. Viele Fürsten interessierten sich mehr für die Reichsreform als für den Kampf gegen die Türken. Zu Reichstagen im Mai 1454 in Regensburg, im Oktober 1454 in Frankfurt und Ende Februar bis Anfang April 1455 in Wiener Neustadt wurde zwar einberufen, doch Friedrich erschien weder in Regensburg noch in Frankfurt. Statt des abwesenden Reichsoberhauptes sollte eine Art Reichsvikar dessen Aufgaben übernehmen. Alle Versuche, den untätigen Kaiser daraufhin zu entmachten, scheiterten an der Uneinigkeit der Kurfürsten. Durch die Abwesenheit Friedrichs und aufgrund der schwerfälligen Strukturen des Reiches kam kein Beschluss zur Türkenabwehr zustande. Nach spätmittelalterlicher Auffassung stand die Herrschaft im Reich nicht dem König oder Kaiser allein zu, sondern auch den Fürsten und Ständen. Als organologisches System bestand das Reich aus Haupt (Kaiser) und seinen Gliedern (Kurfürsten), die den politischen Körper bildeten. Kaiser und Kurfürsten konnten nicht ohne einander regieren. In allen wichtigen Angelegenheiten waren sie zum Konsens gezwungen. 1456 fand sich nur in Ungarn ein Kreuzzugsheer zusammen. Ihm gehörten jedoch keine Kontingente der Reichsglieder an. Durch den Sieg dieses Heeres gegen die Türken am 21. und 22. Juli 1456 in der Schlacht bei Belgrad schien die unmittelbare Bedrohung gebannt. Als Aeneas Silvius Piccolomini 1458 als Papst Pius II. Nachfolger von Calixt III. wurde, kam das Thema erneut zur Diskussion. 1460 wurde in Wien abermals über die Türkenabwehr diskutiert. Friedrich war als Reichsoberhaupt zwar anwesend, jedoch blieben die Fürsten fern. Die Gespräche endeten daher ohne Ergebnis, da die Städte die erforderlichen Mittel nicht aufbringen konnten.

#### Konflikte mit dem Bruder um die Erbansprüche (1461–1463), Landfrieden (1467)

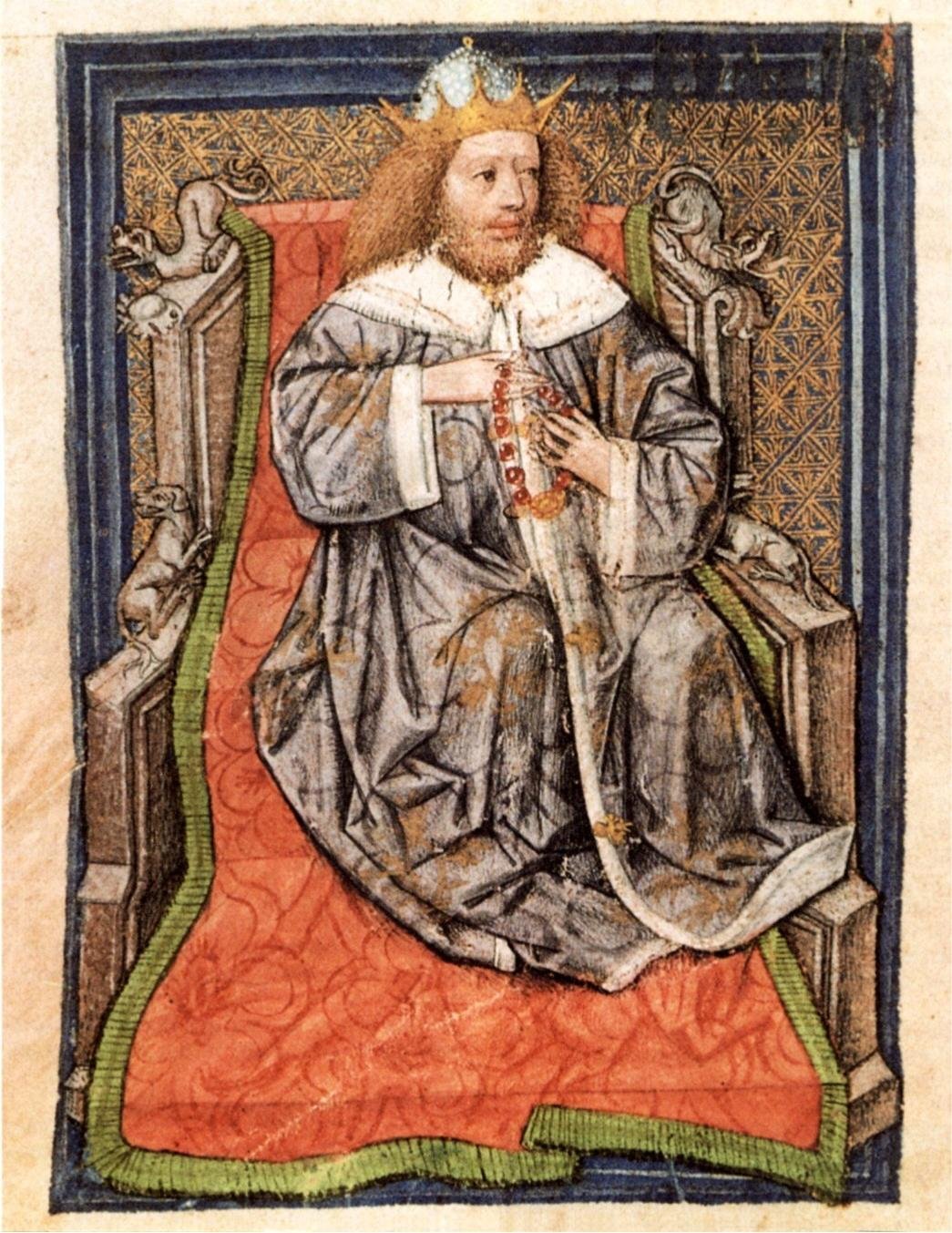
Erzherzog Albrecht VI. Miniatur in einem Gebetbuch für Albrecht VI. (Pergamenthandschrift)

Nach Ladislaus’ Tod erhoben Friedrich und sein Bruder Herzog Albrecht VI. Erbansprüche auf Ober- und Niederösterreich. Sigmund verzichtete wenig später zu Gunsten Albrechts, doch die Verhandlungen zwischen den Brüdern Friedrich und Albrecht gestalteten sich schwieriger. 1458 konnte ein Teilungsvertrag geschlossen werden. Albrecht erhielt Oberösterreich und eine Entschädigung von 32.000 Pfund Pfennigen, Friedrich behielt Niederösterreich mit Wien. Albrecht nutzte aber die desaströse landesherrliche Finanzsituation Friedrichs für seine Zwecke aus. Plündernde Söldner, Missernten sowie eine Inflation steigerten die wirtschaftliche Not und die Unzufriedenheit in der Bevölkerung. Albrecht konnte deshalb eine Mehrheit des österreichischen Adels gegen Friedrich gewinnen und sah darin eine Möglichkeit, die aus seiner Sicht ungerechte Aufteilung des Erbes zu seinem Vorteil zu revidieren.
1461 brach der offene Krieg zwischen den Brüdern aus. Im Herbst 1462 kam es zu der demütigenden Belagerung Friedrichs und seiner Familie in der Wiener Burg. Nur durch das Eingreifen des böhmischen Königs Georg von Podiebrad konnte Friedrich von der Belagerung befreit werden. Im Frieden von Korneuburg vom 2. Dezember 1462 erklärte sich Friedrich bereit, gegen eine jährliche Abgabe von 4000 Dukaten seinem Bruder die Herrschaft in Niederösterreich für acht Jahre zu überlassen, doch eröffnete er sofort die Kampfhandlungen, als Albrecht mit seinen Verpflichtungen in Verzug geriet. Keine Seite konnte sich in der Folgezeit militärisch durchsetzen. Erst mit Albrechts unerwartetem Tod am 2. Dezember 1463 endeten die Feindseligkeiten. Albrecht hinterließ keine erbberechtigten Söhne. Ansprüche auf das albertinische Erbe konnte nur noch Sigmund erheben, der jedoch seit 1457 einen Konflikt mit Nikolaus von Kues, dem Kardinal und Bischof von Brixen, austrug. Papst Pius hatte deshalb Sigmund mit dem Kirchenbann und dem Interdikt belegt. Sigmund hoffte auf die Vermittlung Kaiser Friedrichs und erklärte, auf seine Erbansprüche in Oberösterreich zu verzichten. Mit Ausnahme von Tirol und den Vorlanden, wo Sigmund regierte, konnte Friedrich alle habsburgischen Besitzungen übernehmen. Seine Landesherrschaft versuchte er durch eine Verbesserung der Bistumsorganisation zu stärken. 1461 wurden die Grundlagen für die Anerkennung des Bistums Laibach geschaffen, ein Jahr später bestätigte Papst Pius II. das Bistum.
Finanzprobleme und offene Auseinandersetzungen hielten jedoch in den folgenden Jahren an. Die weiterhin desaströsen Finanzen verzögerten die Soldzahlungen endlos. Eine Vielzahl an Fehden veranlasste Friedrich in den kommenden drei Jahren daher erst recht, in Wiener Neustadt zu bleiben. Da Fehden und Territorialkonflikte häufiger stattfanden, wurde ein Verbot dieser Auseinandersetzungen gefordert. Am 20. August 1467 erließ Friedrich in Wiener Neustadt einen Landfrieden mit einem fünfjährigen Fehdeverbot. Es wurde verfügt, dass jeder seine Forderungen vor Gericht erheben müsse. Die Verletzung des Landfriedens wurde als Majestätsverbrechen (crimen laesae maiestatis) behandelt und sollte dementsprechend hart bestraft werden, härter als in jedem anderen Landfrieden zuvor. Unter Friedrich wurde der Tatbestand des Majestätsverbrechens immer weiter ausgedehnt und das Handeln aus kaiserlicher Machtvollkommenheit (plenitudo potestatis) stark vermehrt. Im Landfrieden fehlten jedoch Angaben über die Gerichte, wo die Ansprüche und Klagen vorgetragen werden sollten. Der Beschluss konnte daher für die Sicherung des Friedens nur begrenzte Wirksamkeit entfalten. Erst Friedrichs Sohn Maximilian I. gelang es, 1495 mit dem Ewigen Landfrieden Fehden zu untersagen und gleichzeitig das Gerichtswesen grundlegend zu reformieren.
Am 3. September 1467 starb Kaiserin Eleonore von Portugal im Alter von knapp 31 Jahren. Nach dem Tod seiner Frau heiratete Friedrich nicht wieder.

#### Baumkircherfehde und Italienreise, Bistumsgründungen

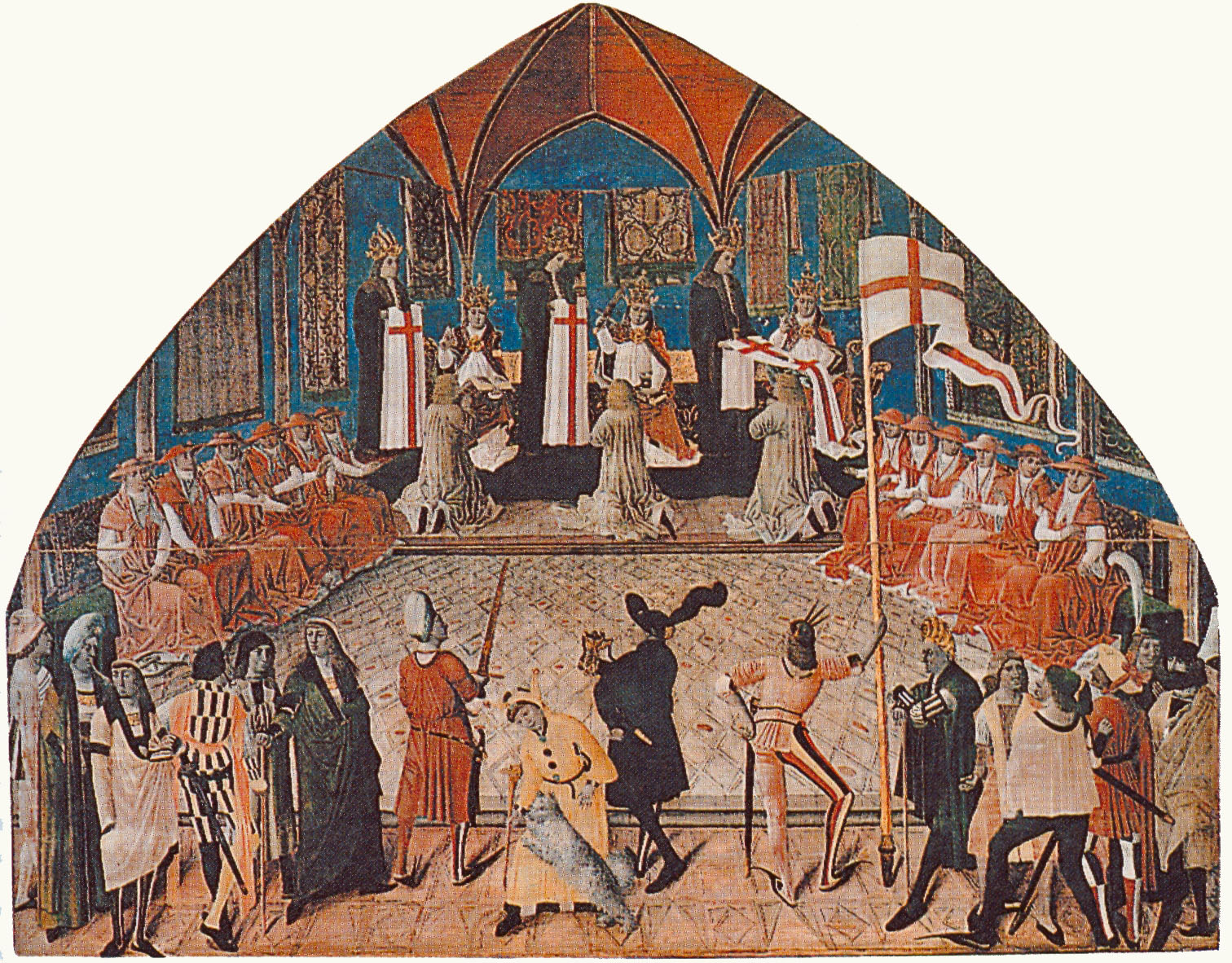
Papst Paul II. setzt 1469 in Anwesenheit von Friedrich III. den ersten Hochmeister des St.-Georgs-Ritterordens ein. Darstellung eines Kärntner Malers um 1510.

Im November 1468 brach Friedrich zu einer Reise zu Papst Paul II. nach Rom auf, wo er am 24. Dezember eintraf. Am 1. Januar 1469 gründete der Papst, ein Venezianer, der starkes Interesse an einem neuen Kreuzzug hatte, in Anwesenheit des Kaisers den St. Georgs-Orden zur Abwehr der Türken. Außerdem verfügte der Papst die Gründung der Bistümer in Wien und Wiener Neustadt. Die von Friedrich in Rom erreichten Verbesserungen in der Kirchenorganisation seiner Heimat wurden von den Zeitgenossen jedoch kaum wahrgenommen. Bei Friedrichs Abreise am 9. Januar versah er den Stratordienst, indem er das Pferd des Papstes am Zügel führte und damit die Überordnung des Papstes symbolisch anerkannte. Im Februar 1469 besuchte er Venedig, doch musste er die Stadt angesichts des Vormarsches der Osmanen bis zur Laibacher Pforte eilig nach Norden verlassen.
Während Friedrichs Abwesenheit löste der kaiserliche Söldnerhauptmann Andreas Baumkircher einen Aufstand in den Erblanden aus. Baumkircher war über Jahre eine wichtige Stütze des Herrschers gewesen und war dafür mit Gütern in Ungarn belohnt worden. Als Friedrich 1463 mit dem ungarischen König Mathias Frieden schloss, wollte sich Baumkircher dem ungarischen König als loyaler Anhänger präsentieren. Dies weckte das Misstrauen Friedrichs. Aufgrund ausstehender Geldzahlungen sagte Baumkircher am 1. Februar 1469 dem Kaiser die Baumkircherfehde an. Baumkircher und seine Anhänger konnten mehrere Schlösser im ungarisch-österreichischen Grenzraum einnehmen. Monatelang zogen sich die Kämpfe ohne Ergebnis hin. In Graz sollte am 23. April 1471 zwischen dem Kaiser und Baumkircher ein Ausgleich gefunden werden. Baumkircher wurde dabei freies Geleit zugesichert. Der Verlauf der Gespräche ist unbekannt. Friedrich nahm Baumkircher in Haft und ließ ihn am selben Tag zusammen mit seinem Mitverschwörer Andreas Greisenegger ohne Gerichtsverfahren enthaupten.

### Agieren auf Reichsebene, Reformen, territoriale Gewinne im Westen (1471–1493)

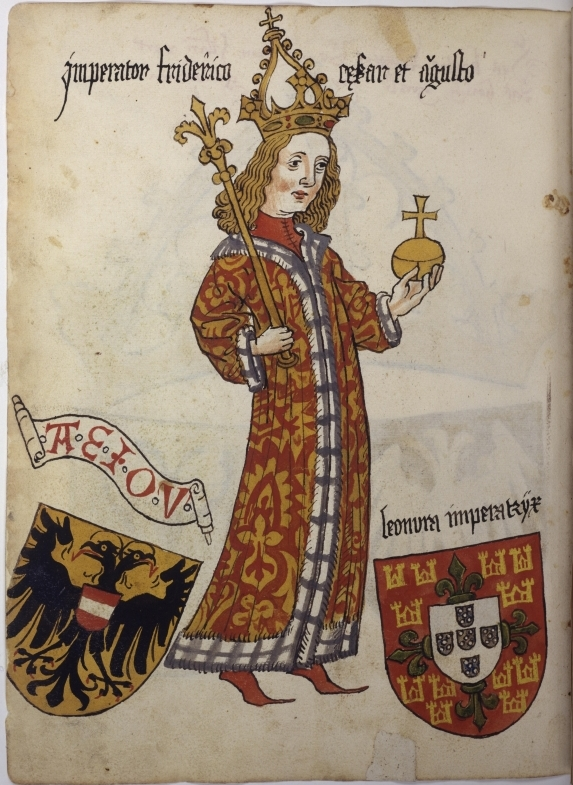
Bild Kaiser Friedrichs III., Federzeichnung. Wappenbuch, Tirol, letztes Drittel 15. Jahrhundert (Wien, Österreichische Nationalbibliothek, Cod. 12820 fol. 23v)

Seit 1470 agierte Friedrich wieder stärker auf der Reichsebene. In seiner Politik konstatiert Heinrich Koller geradezu einen „Aufbruch“, der sich unter anderem in seinem Einsatz für die Reichs- und Kirchenreform im Rahmen der „Neubelebung der Reichsversammlungen“ zeigt. Insbesondere die Bedrohung durch die Osmanen führte den Kaiser wieder in die Reichspolitik zurück. Bereits Anfang Mai 1469 hatte er Gesandte nach Venedig und nach Böhmen geschickt, um ein Bündnis abzuschließen, während osmanische Truppen bereits in Istrien standen. Folgt man den venezianischen Ratsbeschlüssen, hatte der venezianische Gesandte Giovanni Aymo großen Anteil daran, dass sich Friedrich stärker mit der Bedrohung durch die Osmanen auseinandersetzte, denen es im Juli 1470 gelungen war, eine der wichtigsten Bastionen Venedigs in der Ägäis, die Insel Negroponte zu erobern. Auch soll der Vertreter Venedigs auf die Einberufung des Regensburger Reichstags hingewirkt haben, den Friedrich besuchte.
Am 16. Juni 1471 erschien der Kaiser auf dem gut besuchten Regensburger Christentag, dem Conventus christianorum principum, an dem 7000 Gäste teilnahmen und wo eine Türkensteuer beschlossen wurde. Delegationen aus den italienischen Metropolen Mailand, Venedig und Neapel, aber auch aus Ungarn, Polen und Böhmen auf der von Juni bis August tagenden Versammlung zeigten den gewaltigen europäischen Rahmen der Abwehrbemühungen auf, den das Osmanische Reich durch sein jüngstes Ausgreifen bis nach Laibach und Istrien erzeugte. Zum ersten Mal nach 27 Jahren besuchte Friedrich wieder einen Reichstag außerhalb seiner Erblande. Der Regensburger Hoftag brachte darüber hinaus neue Formen der Kommunikation hervor. Sämtliche Vorgänge wurden erstmals schriftlich protokolliert. Auch von den Zeitgenossen wurde Friedrichs Rückkehr in das Binnenreich durchaus registriert, er ritt unter dem Beifall der Bevölkerung in die Stadt ein.
Als Reichsoberhaupt wandte er sich nun verstärkt dem Westen und dem Herzogtum Burgund zu. Seinen bisherigen Residenzen Graz und Wiener Neustadt widmete er sich hingegen kaum noch. Die neue Aktivität im Reich hing auch mit Friedrichs Sohn Maximilian zusammen. Der Heranwachsende erlangte als einziger Garant dynastischer Kontinuität zunehmende Bedeutung. Der Regensburger Christentag war das erste politische Großereignis, zu dem der zwölfjährige Maximilian von seinem Vater mitgenommen wurde. Maximilians künftige politische Schwerpunkte lagen im heutigen Belgien und den Niederlanden.
Die Rückkehr in die Reichspolitik erbrachte auch den „quantitativen Höhepunkt“ in Friedrichs Beurkundungstätigkeit. Eine ganz wesentliche Rolle in der politischen Wirksamkeit Friedrichs spielte die Ernennung Erzbischof Adolfs von Mainz zum Kanzler und Kammerrichter (1470/71). Vom Zeitpunkt der Übernahme der Kanzleileitung im Juni 1471 bis zu den letzten erhaltenen Eintragungen vom 20. August 1474 sind insgesamt etwa 5000 Urkunden und Briefe überliefert. Die neue Dynamik, die Friedrich und Maximilian im Reich entfalteten, fiel mit einem Struktur- und Verfassungswandel im Reich zusammen. Die Bedrohungen – im Osten durch Türken und Ungarn und im Westen durch Burgunder und Franzosen – schufen neue politische Konstellationen. Hinzu kamen erhebliche Modernisierungs- und Wandlungsprozesse. Es setzte ein Bevölkerungsanstieg und Wirtschaftsaufschwung ein. Außerdem verdichtete und beschleunigte sich die Kommunikation im Reich durch die Erfindung des Buchdrucks und die Verbesserung des Postwesens. Die Beziehungen zwischen den Reichsgliedern und dem König wurden enger. Die Reichsverfassung wandelte sich. Peter Moraw hat dies 1985 als Entwicklung „von offener Verfassung zu gestalteter Verdichtung“ charakterisiert. Inwieweit der Habsburger in diesen Wandlungsprozess eingebunden war, ist teilweise noch ungeklärt.
Der Kleriker Andreas Jamometić rief 1482 zur Reform der Kirche und zur Vorbereitung eines Türkenkreuzzugs ein Konzil in Basel aus. Friedrich unterband die Durchführung eines Konzils. Papst Sixtus IV. forderte daraufhin die Überstellung des Konzilsdelinquenten nach Rom, während der Kaiser reichsrechtlich den Vorrang der weltlichen Hoheitsbefugnis vertrat. Nach kaiserlicher Auffassung hatte sich der auf Reichsgebiet verhaftete Jamometić durch die eigenmächtige Konzilseinberufung des Majestätsverbrechens schuldig gemacht. Das zweijährige Ringen um die Jurisdiktionsgewalt interpretierte Jürgen Petersohn als letzten Papst-Kaiser-Konflikt des Mittelalters, der jedoch weitgehend unter Ausschluss der Öffentlichkeit stattfand. Grundsätzliche Vorstellungen über die Hoheitskompetenz wurden in dieser Auseinandersetzung mit einer Vehemenz geführt, die es seit der Stauferzeit nicht mehr gegeben hatte. Der Konflikt endete durch den Suizid von Jamometić vor dem 13. November 1484 in seiner Basler Zelle. Die Kontroverse gibt Anlass zu einer Revision verbreiteter Klischees über Friedrichs Persönlichkeit und Selbstverständnis. Die Behauptung seiner Herrscherrechte und die Würde des Reiches verteidigte Friedrich unnachgiebig. Nach den Forschungen Jürgen Petersohns war Friedrich III. „der erste – und zugleich der einzige – deutsche Herrscher, der die Überstellung eines geistlichen Delinquenten an die Papstgewalt begründet und erfolgreich verweigerte“.

#### Hof
Der Hof war das Zentrum der Königsherrschaft. Der Metzer Hoftag Karls IV. von 1356 galt durch die Ausübung der Hofdienste der sieben Kurfürsten als ein Höhepunkt spätmittelalterlicher Herrschaftsrepräsentation. Von etwa 1375 bis um 1470 zeichnete sich jedoch eine „Destruktion des Herrscherhofes“ ab. Den königlichen Nachfolgern Karls IV. gelang es nicht mehr, die politische und soziale Elite in den königlichen Hof zu integrieren. Die Großen des Reiches hatten seit dem letzten Drittel des 14. Jahrhunderts das Interesse am Rats- und Hofdienst verloren.
Zu Beginn seiner Regierungszeit knüpfte Friedrich an die Tradition seiner königlichen Vorgänger an, indem er das Kanzleipersonal mit dem einflussreichen Kanzler Kaspar Schlick übernahm. Die Phase von 1440 bis 1460 bildete den Tiefpunkt des Herrscherhofes. Die Zusammensetzung des Hofpersonals reduzierte sich derart auf die Erblande, dass es zu einer strukturellen Entfremdung zwischen König und Reich kam. Bis zum Tod seines Bruders Albrecht im Jahr 1463 blieb der Hof auf die Erblande beschränkt. Wien, Wiener Neustadt, Graz und Linz waren dabei die bevorzugten Städte der Hofhaltung. In diesen Städten hielt sich der Hof insgesamt 35 Jahre auf. Nach 1470 rekrutierte Friedrich außerhalb der innerösterreichischen Erblande vor allem aus Schwaben Räte an seinen Hof. Fast zwei Drittel aller weltlichen Räte aus dem außererbländischen Binnenreich wurden in den letzten zwanzig Jahren seiner Regierung ernannt. Allmählich wurden die Kurfürsten und Fürsten wieder in den Hof integriert. Der Hof leistete dadurch einen wichtigen Beitrag zur Intensivierung der Verbindungen zwischen dem Reichsoberhaupt und den Reichsgliedern. Seit 1470 versuchte Friedrich das Reich nochmals als Hofstaat zu organisieren. Die Erfassung des politischen Lebens durch ein einziges Herrschaftszentrum erwies sich jedoch durch neue politische und militärische Herausforderungen sowie neue Entwicklungen in Wirtschaft und Technik als nicht mehr zeitgemäß. Nur zwei Jahre nach Friedrichs Tod wurden mit dem Reichskammergericht und dem Reichstag zwei Institutionen außerhalb der Hofstrukturen geschaffen.
Zu den wichtigsten Elementen des Hofes gehörten der Rat, die Kanzlei und das Kammergericht. Der Hofrat war das Gremium am Fürstenhof, in dem die wichtigen Entscheidungen getroffen wurden. Mit 433 Personen waren Friedrich mehr Räte eidlich verpflichtet als allen anderen römisch-deutschen Herrschern. Die Vergabe des Ratstitels nutzte Friedrich intensiver als zuvor zur Integration von Herrschaftsträgern und zur Rekrutierung von Fachleuten. Mit 81 Personen unter den Räten dominierte der niedere Adel der Steiermark (über sechzig Prozent), Kärntens (knapp dreißig Prozent) und Krains (zehn Prozent).
Zu den Strukturen, die Friedrichs Hof prägten, gehörte die ab 1441/42 bestehende Aufteilung der Herrscherkanzlei in zwei Kanzleien. Die „römische“ Kanzlei (die spätere Reichshofkanzlei) war für die Reichsangelegenheiten und die „österreichische“ Kanzlei für alle erbländischen Belange zuständig. Eine weitere wesentliche Änderung war die Verpachtung der römischen Kanzlei zwischen 1458/1464 und 1475 gegen eine Jahrespauschale. Von der älteren Forschung wurde dies als Zeichen der Unfähigkeit und Trägheit gedeutet, doch findet es eine Erklärung darin, dass sich die Reichskanzlei zu einer kostspieligen Behörde entwickelt hatte. Im 15. Jahrhundert war zwar der Schriftverkehr angestiegen, aber die Parteien verzichteten auf eindrucksvolle Schriftstücke.
Bald nach seinem Regierungsantritt ersetzte Friedrich das veraltete Hofgericht durch das moderne Kammergericht. Zwar registrierten die Historiker des 19. Jahrhunderts dies durchaus, doch die Veränderungen und Verbesserungen der Verfahren wurden nicht weiter beachtet. Die zunehmende Verrechtlichung des Reichs zeigt sich in der Integration gelehrter Juristen in den Hof. Eine herausragende Rolle spielten am Hof die Astrologen, darunter mit Georg von Peuerbach einer der bedeutendsten Naturwissenschaftler des 15. Jahrhunderts. Friedrich beanspruchte für wichtige politische Entscheidungsfindungen die Astrologie. Wohl für keinen anderen Herrscher des Mittelalters besaß die Astrologie eine so große Bedeutung wie für den Habsburger.

#### Burgundisches Erbe

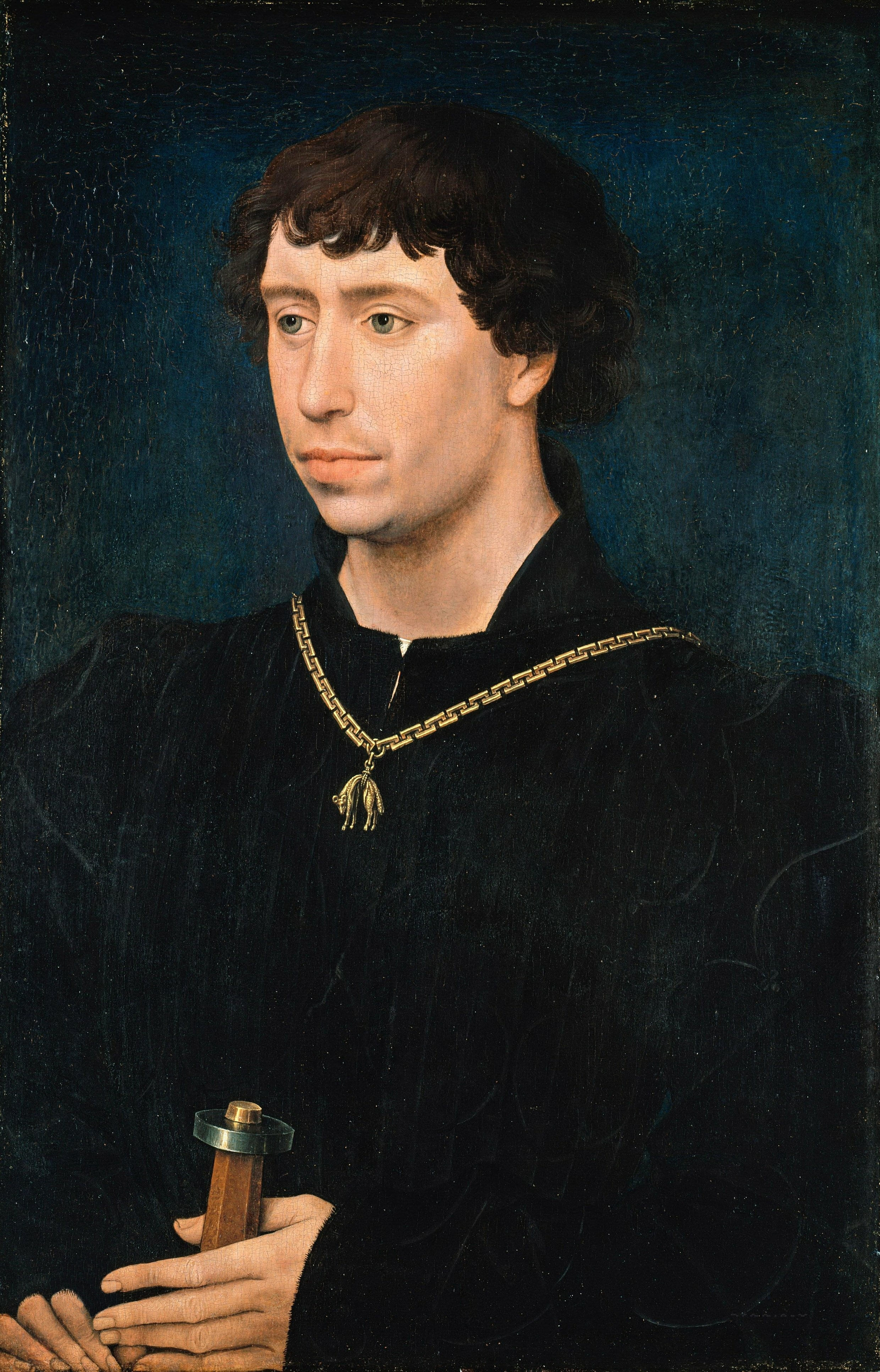
Das wohl bekannteste Bildnis Karls des Kühnen. Das Gemälde wird Rogier van der Weyden zugeschrieben, um 1460; heute Gemäldegalerie Berlin.

Die Vergrößerung der burgundischen Besitzungen, die Philipp betrieben hatte, setzte seit 1467 sein Sohn Karl der Kühne fort. 1468 konnte er das Hochstift Lüttich erobern, ein Jahr später verpfändete Sigmund von Tirol ihm für 50.000 Gulden die habsburgischen Besitzungen im Oberelsass, im Breisgau und Sundgau. Karl verpflichtete sich dafür zur Waffenhilfe gegen die Eidgenossen. Das beachtliche Territorium gehörte zu den Gründen, aus denen sich Friedrich stärker dem Westen des Reiches zuwandte. Zwischen Karl und Friedrich kam es zu einer Annäherung. 1473 verhandelten die beiden in Trier über Karls Erhebung zum König und eine Heirat zwischen Friedrichs Sohn Maximilian und Karls Tochter Maria. Das Heiratsprojekt war für Karl wegen der von ihm gewünschten Erhebung Burgunds zum Königreich von größter Bedeutung. Friedrich ermöglichte es die Anwartschaft auf das burgundische Erbe. Die acht Wochen dauernden Verhandlungen scheiterten jedoch. Friedrich belehnte Karl am 6. November zwar mit dem Herzogtum Geldern, doch durch Regelverletzungen Karls im Krönungszeremoniell und durch die enorme Prachtentfaltung des burgundischen Hofes gegenüber dem im Vergleich bescheidenen Auftreten des kaiserlichen Hofes brüskierte Karl das Reichsoberhaupt. Friedrich brach die Verhandlungen am 25. November 1473 abrupt ab und verließ grußlos die Stadt, wodurch er den stolzen Herzog düpierte. Dieser nahm die Streitigkeiten des Kölner Erzbischofs Ruprecht mit dem Domkapitel im Erzstift Köln in der Kölner Stiftsfehde zum Anlass, sich gegen den Kaiser zu stellen und seine Macht auszudehnen. In seinem Streit mit dem Domkapitel hatte der Kölner Erzbischof Karl um Hilfe gebeten. Ab dem 29. Juli 1474 belagerte Karl die Stadt Neuss, die sich an das Domkapitel anlehnte. Die Belagerung der Stadt zog sich bis zum 27. Juni 1475 hin.
Diesmal blieb Friedrich als Reichsoberhaupt nicht untätig. In einem Aufgebotsschreiben rief er den Reichskrieg aus. Dabei wurde erstmals die Formel „deutsche Nation“ verwendet: als ir uns, dem heiligen reich, euch selbst und Deutscher nacion zu tunde schuldig seid. Seit den Hussitenkriegen gelang es zum ersten Mal wieder ein Reichsheer aufzustellen. Im Mai 1475 näherte sich das Reichsheer Neuss und zwang den Burgunderherzog zum Abbruch der Belagerung. Friedrich hatte im Reich stark an Ansehen gewonnen und verlieh der Stadt Neuss zahlreiche Privilegien. Doch trotz der militärischen Auseinandersetzung war er weiterhin an einem Eheprojekt mit dem Burgunderherzog interessiert. Auch Karl der Kühne hatte bei den Verhandlungen zum Abbruch der Belagerung sein Entgegenkommen gegenüber dem Kaiser für ein Heiratsprojekt signalisiert. Im November 1475 schlossen Karl und Friedrich Frieden und vereinbarten die Verlobung von Karls Tochter mit Friedrichs Sohn Maximilian.
Bereits während der Neusser Belagerung hatte der Lothringer Herzog René II. Karl den Krieg erklärt. René hatte dabei vergeblich auf die Unterstützung Friedrichs und des französischen Königs gehofft. Am 30. November 1475 zog Karl als Sieger in die lothringische Residenzstadt Nancy ein. 1476 entschloss er sich, die Eidgenossen anzugreifen. Gegen sie erlitt er bei Grandson im März 1476 und erneut bei Murten im Juli 1476 vernichtende Niederlagen. Daraufhin konnte René II. sein Herzogtum wieder einnehmen. Im Herbst 1476 fiel Karl erneut in Lothringen ein. Gegen ihn verbündeten sich die Niedere Vereinigung, die Eidgenossen und René II. Nur Friedrich distanzierte sich nicht von Karl. Am 5. Januar 1477 fiel Karl in der Schlacht bei Nancy.

#### Burgundischer Erbfolgekrieg (1477–1493)

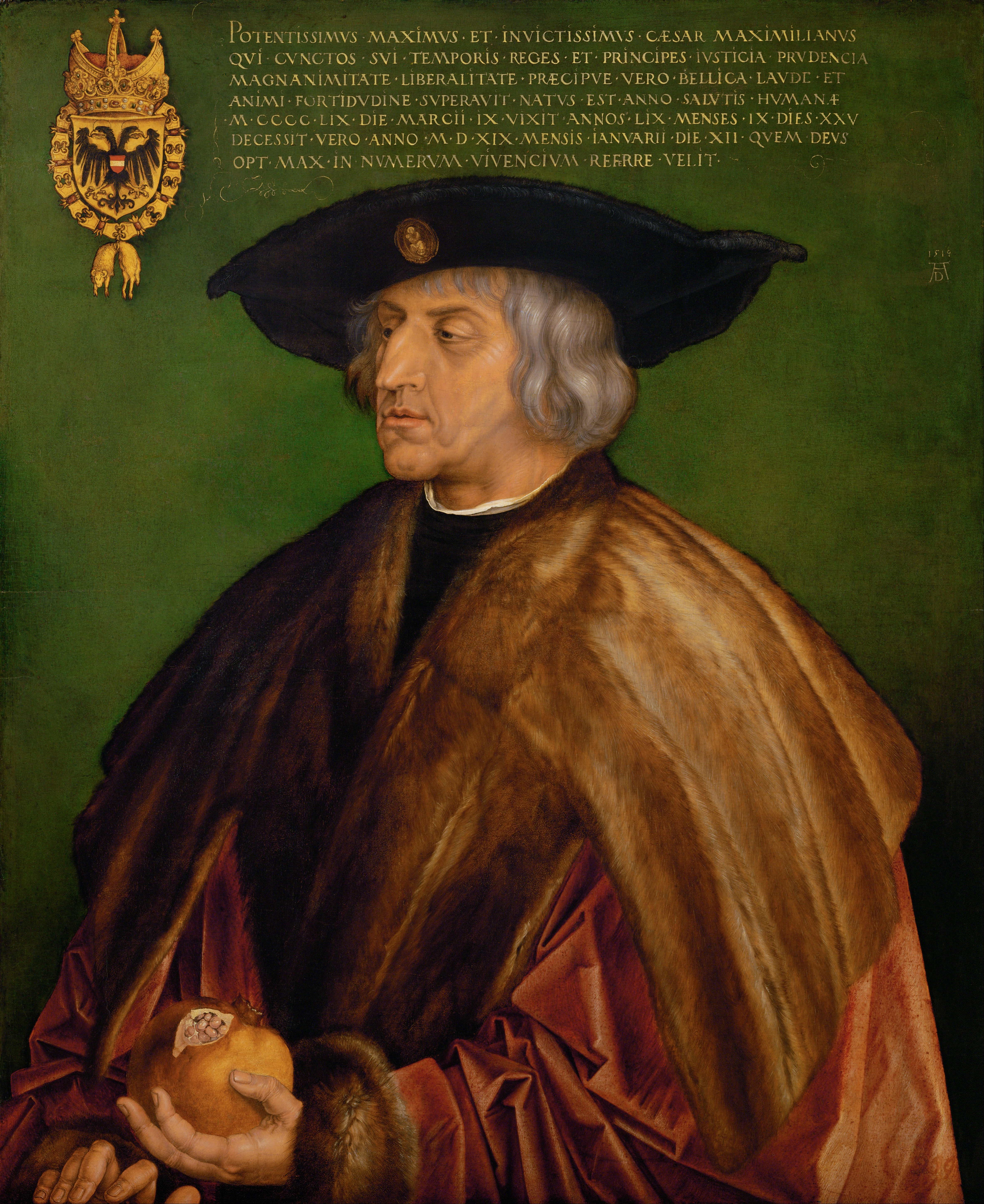
Maximilian I. Albrecht Dürer 1519, Kunsthistorisches Museum Wien.

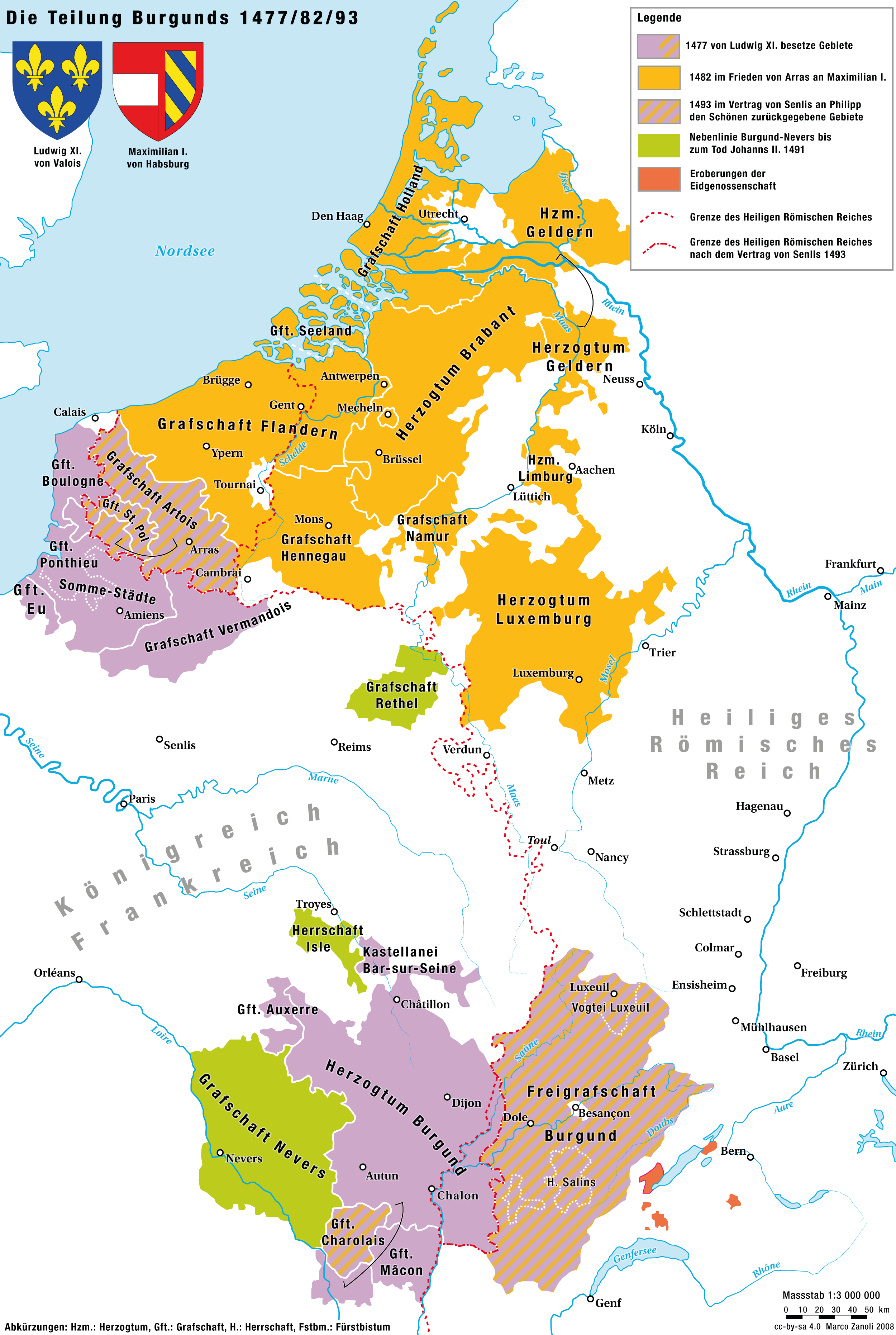
Die Aufteilung des burgundischen Erbes zwischen Frankreich und Habsburg bis 1493

Der französische König Ludwig XI. erhob Anspruch auf das Erbe Herzog Karls, das Maria von Burgund zugefallen war. Im Inneren Burgunds, zu dem eine der reichsten Städtelandschaften Europas zählte, tobten besonders in Gent, Brügge und Ypern Aufstände, die sich gegen die äußerst bedrückende zentralistische Herrschaft richteten. Die Stände wollten das alte System mit seinem straffen Zentralismus beseitigen und den ständischen Privilegien wieder Geltung verschaffen. In dieser Bedrängnis wollte Maria den letzten Willen ihres Vaters umsetzen und hoffte außerdem, dass ein Habsburger sich in Burgund durchsetzen würde.
Tatsächlich wurde am 21. April 1477 in Brügge die Trauung per Stellvertreter durchgeführt, in Gent heirateten am 19. August 1477 Maximilian und Maria von Burgund. Dadurch fiel dem Habsburger das überaus reiche burgundische Erbe zu. Am 19. April 1478 legitimierte Friedrich die Herrschaft des Ehepaares, indem er ihm die burgundischen Reichslehen übertrug. Die Geburt Philipps 1478 und Margaretes 1480 sicherte zudem die dynastische Kontinuität. Als Fremder hatte Maximilian allerdings erhebliche Schwierigkeiten, in Burgund anerkannt zu werden. Für Friedrich rückte die Türkenabwehr wieder in den Vordergrund. Er zog sich in seine Erblande zurück und blieb für Jahre in Graz und Wien. Zur Festigung der habsburgischen Herrschaften stellten Maria und Maximilian ihre Urkunden gemeinsam aus und nannten sich Herzöge von Österreich und Burgund.
1482 starb Maria überraschend bei einem Jagdunfall, was die Legitimation des habsburgischen Erbes schlagartig wieder in Frage stellte. Ihr früher Tod ermöglichte es Frankreich, erneut Ansprüche auf das Erbe zu erheben. Der französische König ließ den südlichen Machtbereich Karls besetzen. Die Vormundschaft über die Kinder musste Maximilian gegenüber dem Anspruch der niederländischen Stände behaupten. Der französische König bemühte sich um eine Ehe zwischen Margarete und dem Dauphin. Maximilian wurde schließlich von den Generalständen zum Frieden mit Frankreich gezwungen. Nach den Bestimmungen des Friedens von Arras vom 23. Dezember 1482 sollte Margarete mit dem französischen Thronfolger verlobt und zur Erziehung sofort an den französischen Hof gebracht werden. Die Vormundschaft über Philipp sollten die niederländischen Stände übernehmen. Dadurch hätte Maximilian für seine Herrschaft jegliche Rechtsgrundlage verloren. Die Genter hatten Maximilians Kinder in ihre Gewalt gebracht. In dieser angespannten Situation musste Maximilian einlenken und nahm den Vertrag im März 1483 an. Friedrich konnte seinen Sohn nicht unterstützen, da Corvinus seine Expansion auf den Donauraum ausdehnte. Maximilian gelang es bis 1485 zwar, die ständische Opposition in Brügge und Gent zu unterwerfen, doch am 5. Februar 1488 wurde er im Verlaufe einer neuerlichen Aufstandsbewegung in Brügge gefangen genommen. Friedrich erfuhr von der Inhaftierung seines Sohnes erst am 6. März in Innsbruck. Ab Mai rückte der Kaiser mit einem Reichsheer vor, doch bevor Friedrich Brügge erreichte, wurde Maximilian freigelassen. Nach einem erfolgreich verlaufenen Feldzug Maximilians in der Freigrafschaft Burgund signalisierte der französische König Friedensbereitschaft. Im Frieden von Senlis vom 23. Mai 1493 sicherten sich die Habsburger das Erbe Karls des Kühnen mit Ausnahme einiger französischer Grafschaften und des Herzogtums Burgund.

#### Auseinandersetzung mit dem Ungarn Matthias Corvinus
Während der schweren Auseinandersetzungen im Westen wurden die Habsburger zugleich im Osten bedroht. Das Verhältnis zu Matthias Corvinus hatte sich rapide verschlechtert. Corvinus wollte eine Revision des Vertrages von 1463, der Friedrich beim Fehlen von Nachkommen des ungarischen Königs die Nachfolge zusicherte. Dies lehnte Friedrich ab. Der Tod des böhmischen Königs Georg von Podiebrad 1471 schuf neue politische Konstellationen. Friedrich ging 1476 ein Bündnis mit dem polnischen Königssohn Wladislaw ein und belehnte ihn 1477 mit dem Königreich Böhmen. Matthias, der Böhmen ebenfalls beanspruchte, musste sich mit der Herrschaft über Mähren abfinden. 1477 fiel Matthias Corvinus mit dem Ziel der Vereinigung von Ungarn, Böhmen und Österreich in die habsburgischen Lande ein. Am 21. Juli 1478 schloss Corvinus mit Wladislaw in Olmütz Frieden. Beide konnten sich fortan als König von Böhmen bezeichnen. Corvinus konzentrierte sich von nun an auf die Auseinandersetzung mit dem Kaiser. Friedrich gelang es nicht, die Kurfürsten und sonstigen Reichsstände für militärische Hilfe zu gewinnen. Seit 1480 blieb Friedrich über Jahre in Wien. Im Frühjahr 1483 wich er nach Wiener Neustadt aus. Nach zehn Jahren Abwesenheit war Friedrich seit 1485 für vier Jahre im Reich unterwegs, um bei den Reichsfürsten und Reichsstädten Hilfe gegen den Ungarn zu finden. 1485 konnte Matthias Wien erobern. Er nahm den Titel „Erzherzog von Österreich“ an. Im August 1487 gelang ihm auch die Einnahme von Wiener Neustadt, der Kaiserresidenz und wichtigsten Stadt im östlichen Niederösterreich. Friedrich musste zunächst nach Graz und zeitweise in das oberösterreichische Linz ausweichen. Durch einen Waffenstillstand mit dem Ungarn verschaffte sich der Kaiser den nötigen Freiraum, um seinen Sohn aus der Brügger Haft zu befreien.
Am 6. April 1490 starb Matthias in Wien an einem Schlaganfall und hinterließ keinen legitimen Erben. Dadurch konnte Friedrich die vom Ungarn besetzten Gebiete zurückgewinnen. Friedrich hatte jedoch trotz des Festhaltens am Erbvertrag von 1463 für die Königsnachfolge in Ungarn keinen Erfolg. Die Ungarn wählten am 15. Juli 1490 den böhmischen Herrscher Wladislaw zum ungarischen König. Wegen des Konflikts mit dem französischen König im Westen begann Friedrich Friedensverhandlungen mit Wladislaw. Im Pressburger Friedensvertrag vom 7. November 1491 konnten die Habsburger ihre territoriale Machtbasis im Osten gegenüber Ungarn sichern. Wladislaw wurde als ungarischer König anerkannt, doch sollte sein Reich beim Fehlen von Erben an Maximilian übergehen. Friedrich und Maximilian durften außerdem den ungarischen Königstitel führen. Die Möglichkeit der habsburgischen Erbfolge sollte sich 1526 verwirklichen.

#### Königswahl Maximilians und wittelsbachische Expansionspolitik
Nicht nur die ungarische Expansion in den österreichischen Erblanden erschwerte die Herrschaft Friedrichs, sondern auch die wittelsbachische Expansionspolitik im süddeutschen Raum. Albrecht IV. versuchte die Reichsstadt Regensburg gegen den Willen Friedrichs seiner Landesherrschaft einzugliedern. In dieser schwierigen Situation sicherte Friedrich im Jahr 1486 die Nachfolge des Sohnes zu seinen eigenen Lebzeiten; seit der Wahl Wenzels 1376 durch Karl IV. war dies keinem spätmittelalterlichen römisch-deutschen König mehr gelungen. Irrig ist die in der älteren Forschung herrschende Meinung, die Kurfürsten und Maximilian hätten die Königswahl gegen den Willen des alten Kaisers durchgesetzt. Am 16. Februar 1486 wurde Maximilian auf dem Frankfurter Reichstag von den sechs anwesenden Kurfürsten einstimmig zum römisch-deutschen König gewählt. Der Kurfürst von Böhmen wurde nicht eingeladen, da auf das böhmische Kurrecht möglicherweise der ungarische König Corvinus Anspruch erhoben hätte. Die Wahl Maximilians verstieß damit gegen die Vorschriften der Goldenen Bulle. Proteste gegen die unregelmäßige Wahl blieben im Reich aber aus. Aus Angst, die Kurfürsten könnten die politische Unerfahrenheit seines Sohnes ausnutzen, stattete Friedrich Maximilian nicht mit Regierungsbefugnissen aus. Anlässlich der Königswahl Maximilians wurde ein zehnjähriger Landfrieden beschlossen. Zur Sicherung des Landfriedens und gegen die expansive Territorialpolitik der Wittelsbacher schlossen sich 1488 zahlreiche betroffene reichsunmittelbare Stände Schwabens auf Friedrichs Initiative zum Schwäbischen Bund zusammen. Nach der Königswahl begleitete Friedrich seinen Sohn nach Aachen. Am 9. April wurde Maximilian dort zum König gekrönt.
Seit 1486/87 verschärften sich die Spannungen zwischen Habsburgern und Wittelsbachern. 1486 unterstellte sich Regensburg der Herrschaft Albrechts IV. Im Januar 1487 heiratete Herzog Albrecht gegen den Willen des Kaisers dessen Tochter Kunigunde. Außerdem gelang es Albrecht 1487, mit seinem Vetter Georg von Bayern-Landshut die österreichischen Vorlande mit Ausnahme Vorarlbergs von Sigmund von Tirol für die geringe Summe von 50.000 Gulden zu kaufen. Mit dem Verkauf fast der gesamten vorderösterreichischen Vorlande erreichte die wittelsbachische Expansion ihren Höhepunkt. 1488 reiste Friedrich deshalb nach Innsbruck. Die Verpfändung des habsburgischen Landes musste Sigmund widerrufen. Die für den Verkauf verantwortlich gemachten Räte wurden wegen Majestätsverbrechen geächtet und mit Güterkonfiskation bestraft. Herzog Georg gab unter Kriegsandrohung des Schwäbischen Bundes seine Ansprüche auf die Markgrafschaft Burgau und Vorlande auf. Auf dem Innsbrucker Landtag am 16. März 1490 setzte Maximilian durch, dass Sigmund zu seinen Gunsten gegen eine Jahresrente von 52.000 Rheinischen Gulden auf die Herrschaft verzichtete. Mit Sigmunds Tod erlosch die Tiroler Linie 1496. Herzog Albrecht setzte seinen Widerstand zunächst fort, musste aber schließlich kapitulieren. Regensburg wurde wieder Reichsstadt. Außerdem musste Albrecht alle möglichen Erbansprüche durch seine mit Kunigunde geschlossene Ehe aufgeben. Erst dann akzeptierte Friedrich ihn als Schwiegersohn.

#### Rückzug ins Kernland, Tod, Beisetzung in Wien

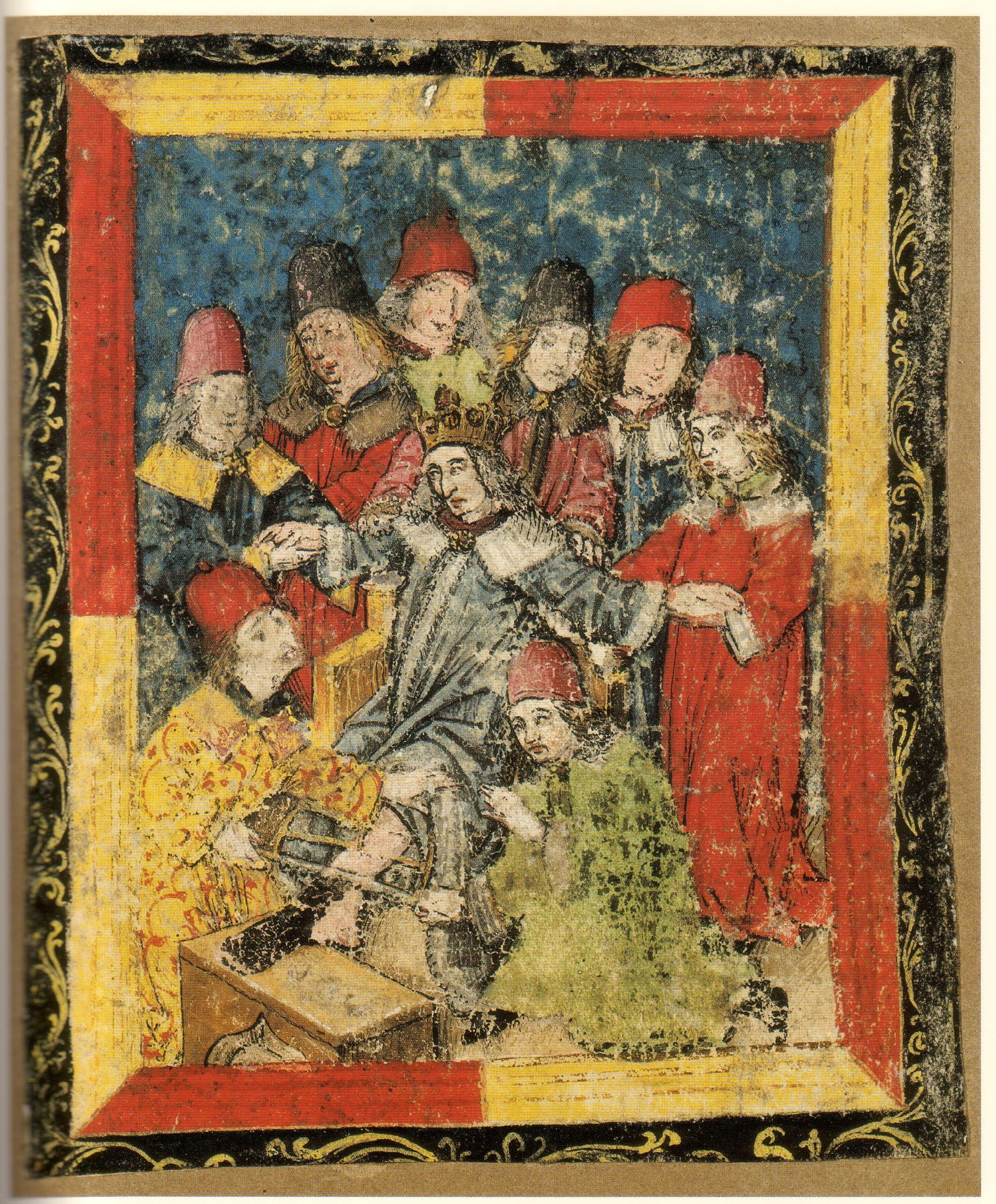
Beinamputation an Kaiser Friedrich III. Die Darstellung befand sich ursprünglich in Hans Seyffs Handschrift Württembergische Landesbibliothek Stuttgart Cod[ex] med[icus] et phys[iologicus] 2° 8, Bl[att] 71r[ecto

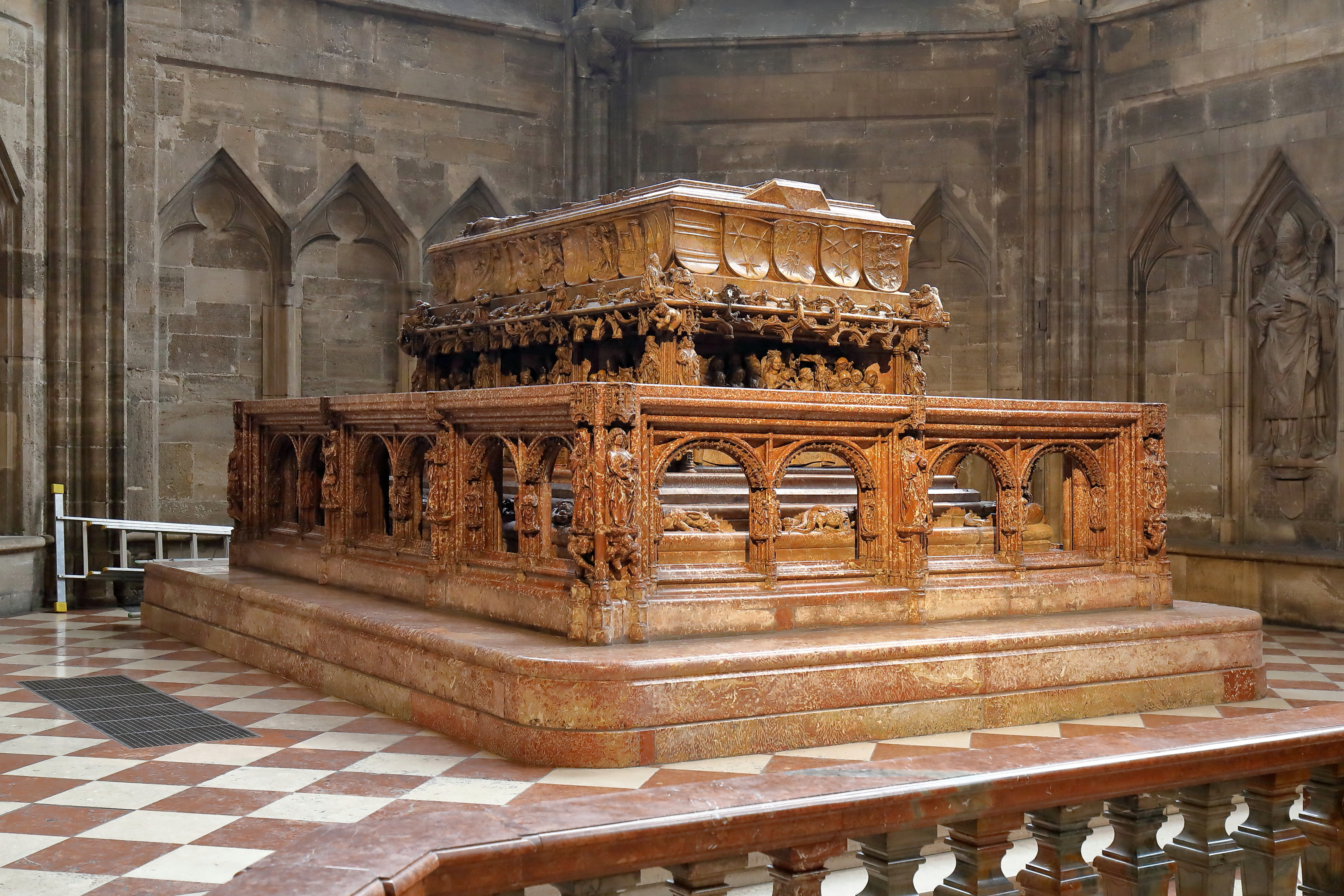
Grabmal Kaiser Friedrichs III. im Wiener Stephansdom

In seinen letzten Lebensjahren blieb Friedrich in der Region an der Donau, in Wien und in Linz. 1492 wurde er zum Ritter des Ordens vom Goldenen Vlies gewählt. Seit Februar 1493 verschlechterte sich Friedrichs Gesundheitszustand zunehmend. In der Fastenzeit des Jahres 1493 diagnostizierten Friedrichs Leibärzte beim Kaiser im linken Bein ein in der Forschungsliteratur meist als Altersbrand bezeichnetes Symptom, das gemäß der heutigen medizinischen Terminologie als Folge einer Arteriosklerose angesehen wird. Am 8. Juni 1493 wurde ihm unter Leitung des Wundarztes Hans Seyff in der Linzer Burg der von der Krankheit betroffene Bereich des Beines amputiert. Diese Beinamputation wird zu den berühmtesten und am besten dokumentierten chirurgischen Eingriffen des gesamten Mittelalters gezählt. Zwar überstand Friedrich den Eingriff zunächst gut, doch starb er am 19. August 1493 in Linz. Die Zeitgenossen nannten als Todesursache die Folgen der Beinamputation, Altersschwäche oder ruhrartige Durchfälle durch Melonengenuss. Seine Eingeweide wurden wohl am 24. August 1493 in der Linzer Stadtpfarrkirche getrennt beigesetzt. Durch die Türkeneinfälle in Kärnten und der Krain verzögerte sich die Ankunft Maximilians und damit auch die Beisetzungsfeier. Am 6. und 7. Dezember 1493 fand das Begräbnis im Stephansdom statt. Sein Grabdenkmal hatte Friedrich bereits 1467 beim Bildhauer Niclas Gerhaert van Leyden in Auftrag gegeben und 1479 leer im Neukloster von Wiener Neustadt aufstellen lassen. Das Grabmal wurde 1513 vollendet und ist bis heute im ursprünglichen Zustand erhalten. Es gilt als ein Höhepunkt mittelalterlicher Herrscherikonographie.

## Wirkung

### Beurteilung durch die Zeitgenossen

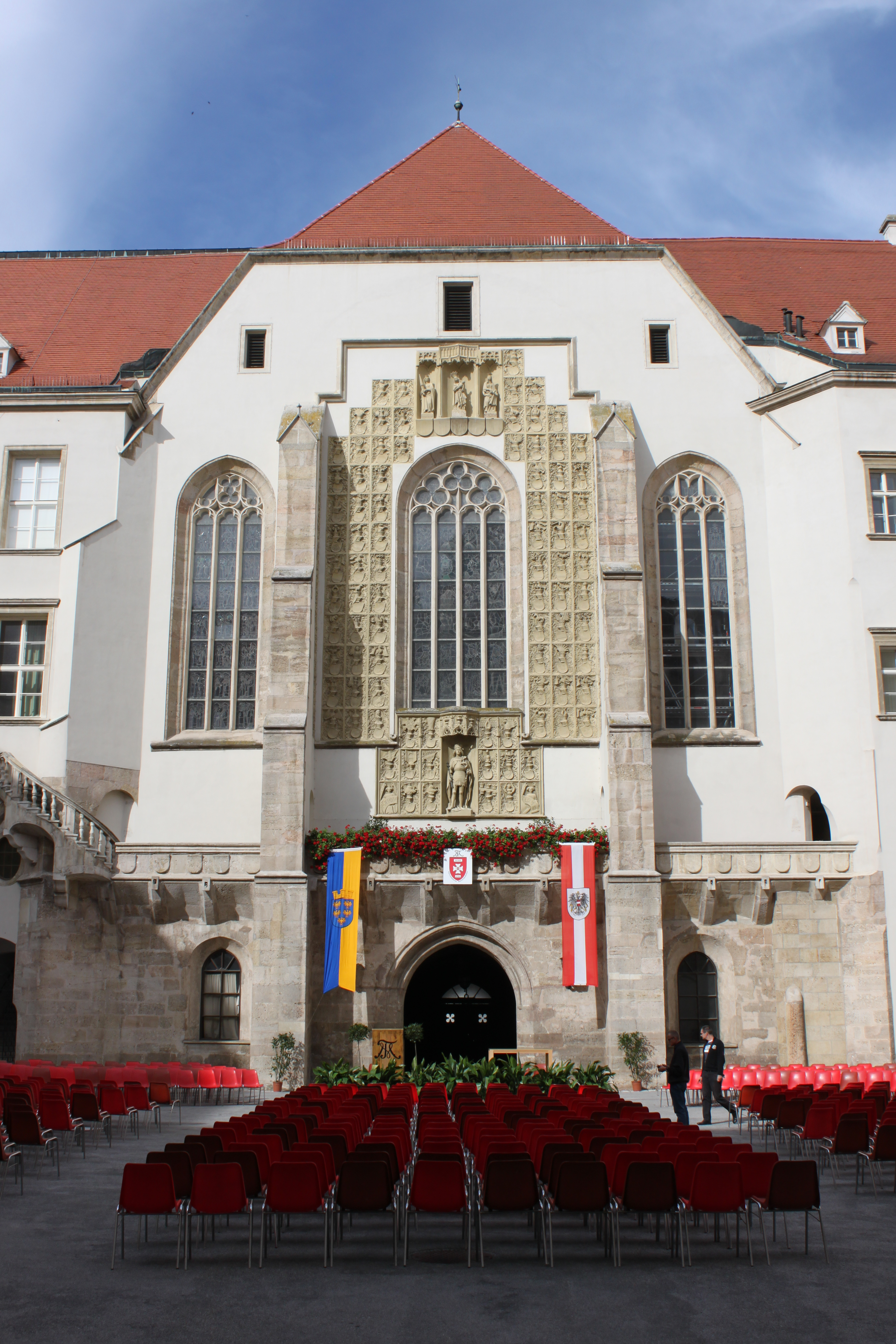
Wappenwand der St.-Georgs-Kathedrale in Wiener Neustadt. Zwischen 1440 und 1460 wurde die Kirche als Grabkirche für Kaiser Friedrich III. von Baumeister Peter Pusika errichtet.

Durch die Verwendung von Papier und die sich weiter verbreitende Schreib- und Lesefähigkeit nahm die Schriftlichkeit im 15. Jahrhundert zu. Deutlich wird dies etwa an der hohen Zahl der Urkunden. Für Friedrich III. schätzt man die Gesamtzahl der überlieferten Urkunden auf 30.000 bis 50.000 Exemplare. Ebenso wurden mehr Akten und Stadtchroniken verfasst.
Viele Ereignisse in Friedrichs Leben werden von Geschichtsschreibern seines Hofes überliefert. Seine Absicht war es, die Geschichte Österreichs aufzuwerten und ihre Höhepunkte herauszustellen. Von seinen Geschichtsschreibern verlangte er, seine Biografie in die Geschichte des Kaisertums und Österreichs einzubetten. Die Darstellung der österreichischen Geschichte in der Wappenwand von Wiener Neustadt sollte daran erinnern, wie bedeutsam die Vergangenheit des Landes und seiner Fürsten war. Friedrich gab außerdem den Auftrag, die Geschichte Österreichs mit der Chronik („Chronik der 95 Herrschaften“) Leopolds neu zu schreiben. Er gewann dafür den führenden Gelehrten Thomas Ebendorfer von der Wiener Universität. 1440 wurde Ebendorfer Berater Friedrichs. 1451 wurde das Werk dem Herrscher offiziell überreicht.
Die Historiographie konzentrierte sich auf die erste Hälfte der Regierungszeit bis 1462/63. Die Historia Austrialis des Eneas Silvius Piccolomini ist eine der wichtigsten erzählenden Quellen zur Reichsgeschichte des 15. Jahrhunderts. Piccolomini trat Ende 1442 in die königliche Kanzlei ein. Bis Mai 1455 gehörte er zum engsten Umfeld Friedrichs und war dadurch an vielen geschilderten Ereignissen persönlich beteiligt.
Piccolomini und Ebendorfer starben jedoch bereits 1464 und erlebten so nicht mehr die letzten dreißig Regierungsjahre mit ihren entscheidenden Erfolgen. Erst unter Maximilian lebte die Geschichtsschreibung wieder auf. Zwar wies Maximilian seine Höflinge an, auch die Epoche Friedrichs zu würdigen, doch wünschte er Betonung seiner eigenen Erfolge gegenüber den Verdiensten seines Vaters. So erschien Maximilian als Wegbereiter einer neuen Zeit, während sein Vater in Vergessenheit geriet.
Für die zukünftige Beurteilung Friedrichs war neueren Arbeiten zufolge bedeutsam, dass schon zu Lebzeiten Weissagungen über einen „dritten Friedrich“ kursierten, der aus seinem Schlummer erwachen würde und Jerusalem von den Heiden befreien würde. Diese Sage wurde im 15. Jahrhundert dazu benutzt, Friedrich III., der in der Türkenkreuzzugsfrage inaktiv blieb und zahlreiche Feinde unter den Reichsfürsten hatte, persönlich zu diskreditieren. Absicht war es dabei, eine Grundstimmung herbeizuführen, die fürstlichen Absetzungsplänen gelegen kam. Da Friedrich im Unterschied zu Herrschern früherer Jahrhunderte wenig reiste, ein intensives Aktenstudium betrieb, der Geheimniswahrung sowie dem persönlichen Regiment in Regierungsgeschäften den Vorzug gab und seinen Räten aus persönlichem Grundsatz misstraute, taten sich seine Gegner nicht schwer, diesem ein abnormes, zurückgezogenes, „knausriges“ Verhalten zu unterstellen, was umso leichter fiel, als es dem Fürsten lange Zeit aus finanziellen Gründen nicht möglich war, einen Repräsentationsstil zu pflegen, der eines Reichsoberhauptes würdig war.

### Forschungsgeschichte
Die damit einhergehende Vorstellung eines inaktiven Kaisers hat seitdem die Jahrhunderte überdauert und rund 400 Jahre danach aus unterschiedlichen Gründen eine Renaissance erfahren. So titulierte bereits der Aufklärer und Absolutismuskritiker Friedrich Carl von Moser Friedrich als „Schlafmütze“ des Reiches. Bei den österreichischen Historikern stieß er vor allem in der napoleonischen Ära bzw. im Vormärz auf biographisches Interesse. Franz Kurz, Joseph Chmel oder Eduard von Lichnowsky erschien die eigene Zeit als krisenbehaftet und lethargisch. Der „träge“ Friedrich erlangte insofern als Kontrastfigur zu Maximilian I. Aufmerksamkeit, indem er auf eine erfolgreichere Ära hinzuführen schien.
Ein weiterer wichtiger Grund für die negative Sichtweise auf Friedrich III. liegt darin, dass das Spätmittelalter in der protestantisch-kleindeutschen Geschichtsschreibung des 19. Jahrhunderts als Epoche des Zerfalls galt, da mit dem Ende der Staufer der Ausbau der Territorien und die Macht der Fürsten gegenüber der Macht des Königs ständig zunahmen. Die spätmittelalterlichen Herrscher galten als schwach und die Fürsten als eigensüchtig. Das 15. Jahrhundert lag zwischen der vermeintlichen Kaiserherrlichkeit im Hochmittelalter und den Einheitsträumen des 19. Jahrhunderts. Es galt als ein Zeitalter kirchlicher und religiöser Missstände und war allenfalls für die Begründung der Reformation von Bedeutung. Nach der älteren Forschung hat Friedrich nicht die Geschicke des Reiches gelenkt, sondern sich im politischen Abseits der Steiermark wie ein Privatmann der Pflanzenzucht gewidmet. Der Habsburger galt als „ein kauziger, unritterlicher, konfliktscheuer und geiziger, von gänzlich armseligen Interessen geprägter und auf seinen häuslichen Palast reduzierter Phlegmatiker“. Durch die Schwäche des Kaisers und den Egoismus der Fürsten sei das Reich innerlich zerrissen und nach außen machtlos gewesen. Die Pervertierung der einst so glorreichen Geschichte der deutschen Kaiserzeit unter den Ottonen, Saliern und Staufern habe mit Friedrich ihre am schlimmsten ausgeartete Form angenommen.
Georg Voigt schilderte Friedrich in seiner 1856 veröffentlichten vielbeachteten Biografie des Enea Silvio Piccolomini als dummen und unfähigen Herrscher. Sein Charakter sei von „Verlegenheit, Scheu und Geiz, Passivität, Unentschlossenheit sowie Armseligkeit der Interessen geprägt“ gewesen. Der langjährige Leiter des Wiener Hofkammerarchivs Franz Grillparzer vermerkte über den Habsburger: „Das macht diesen Friedrich so ekelhaft, dass, indes seine Feigheit ihn zu jeder Lösung untüchtig machte, seine Habsucht ihn in immer neue Verwicklungen hineinzog.“ Friedrich wurde durch seine vermeintliche Trägheit und Untätigkeit zur bis heute verbreiteten Bezeichnung „Heiligen Römischen Reiches Erzschlafmütze“ herabgewürdigt. Alle diese negativen Urteile basierten wesentlich auf einer viel zu schmalen Quellenbasis. Nach damaliger Einschätzung verfügte man mit den etwa 8000 Urkunden und den Urteilen der auf die erste Regierungshälfte konzentrierten Historiographie über den gesamten Schriftbestand.
Im 20. Jahrhundert widmete der österreichische Historiker Alphons Lhotsky Friedrich größere Aufmerksamkeit. Als einer der besten Kenner dieses Herrschers nahm er eine vorsichtige Rehabilitierung des Habsburgers vor. Lhotsky räumte jedoch dem Zusammenbruch des Konziliarismus, der Hinwendung zu Burgund und der Spätzeit Friedrichs zu wenig Bedeutung ein. Friedrich Baethgen warf 1970 im Handbuch der deutschen Geschichte („Gebhardt“) dem Herrscher „Provinzialisierung“ vor. Durch diese politische Provinzialisierung könne man während der Regierungszeit Friedrichs III. von einer „einheitlichen Reichsgeschichte nicht mehr sprechen“.
Seit den 1970er Jahren hat sich die Mediävistik stärker dem Spätmittelalter zugewendet. Kein Jahrhundert wird in jüngster Zeit so intensiv erforscht wie das fünfzehnte. Es wird jetzt weniger als eine Zeit krisenhafter Entwicklungen, vielmehr als eine Epoche der Übergänge, der „offenen“ Verfassungszustände und der Neuansätze begriffen. Dies beeinflusst auch die Beurteilung der langen Herrschaftsperiode Kaiser Friedrichs III. Seit 1982 werden seine Urkunden nach dem Provenienzprinzip, nach Archiven und Bibliotheken geordnet, publiziert. 1993 jährte sich Friedrichs Todestag zum 500. Mal. Zum Jubiläum wurde ein Sammelband herausgegeben. In der breiteren Öffentlichkeit wurde der Todestag allerdings kaum wahrgenommen. Ausstellungen und Gedenkschriften blieben weitgehend aus.
Studien zu Friedrichs Regierungspraxis und der seines Hofes von Heinrich Koller und Paul-Joachim Heinig relativieren das Verdikt der älteren Forschung. Auf Grundlage der fortschreitenden Erschließung des Quellenmaterials kamen diese Historiker zu der Schlussfolgerung, dass Friedrich wie kaum einer seiner Vorgänger durch Diplome und Mandate in die Reichspolitik eingegriffen hat. Die Spätzeit Friedrichs III. nimmt somit geradezu eine verfassungsgeschichtliche Scharnierfunktion auf dem Weg des Reiches vom Mittelalter in die Neuzeit ein. Einen ganz wesentlichen Beitrag für den Paradigmenwechsel in der Beurteilung Friedrichs stellt das Monumentalwerk von Paul-Joachim Heinig aus dem Jahr 1997 dar. Sind von beiden Wissenschaftlern wesentliche Impulse ausgegangen, folgen sie insofern der älteren Forschungstradition, als auch für sie das Reich im Zentrum ihrer Studien steht.
Neuere Forschungen konzentrieren sich auf die Erblande und die dynastische Politik des Herrschers. Aus ihnen wird ersichtlich, dass die Hausinteressen des Kaisers meist den Vorrang vor denen des Reiches hatten. Sie kommen zu dem Schluss, dass Friedrich III. mit „bemerkenswertem Realismus“ und „großer Elastizität“ inmitten eines sehr problematischen politischen Umfelds agiert habe. Im Unterschied zu seinem Sohn Maximilian I. sei Friedrich bei der Bewertung politischer Verhältnisse umsichtiger gewesen. Dies erkläre auch, wieso er trotz einer viel schwierigeren Ausgangslage letztlich doch erfolgreich gewesen sei.